# Giotto

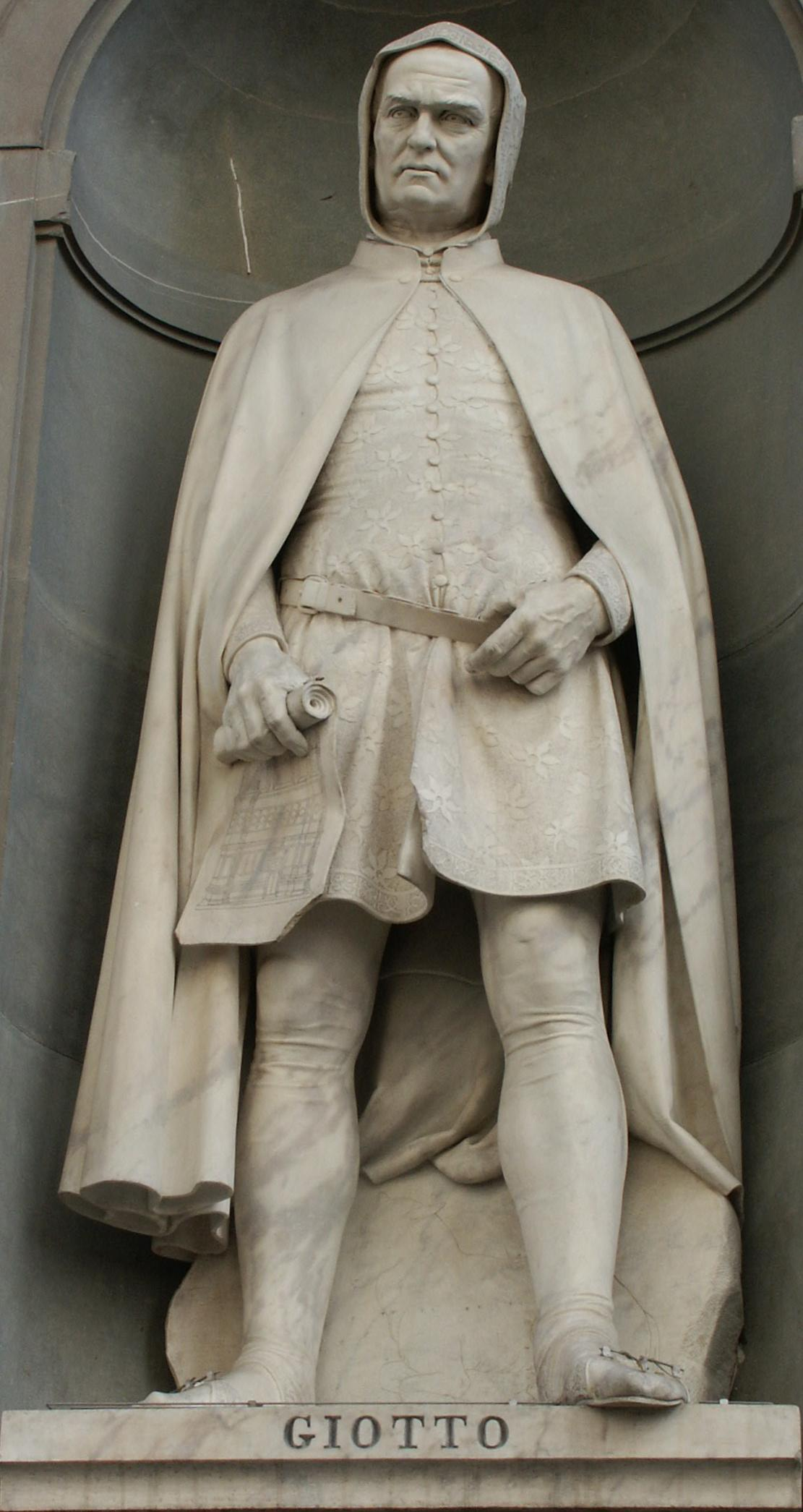
Statua ottocentesca rappresentante Giotto, agli Uffizi di Firenze

Giotto di Bondone, conosciuto semplicemente come Giotto (Colle di Vespignano Vicchio, 1267 – Firenze, 8 gennaio 1337) è stato un pittore e architetto italiano.

## Biografia

### Origini

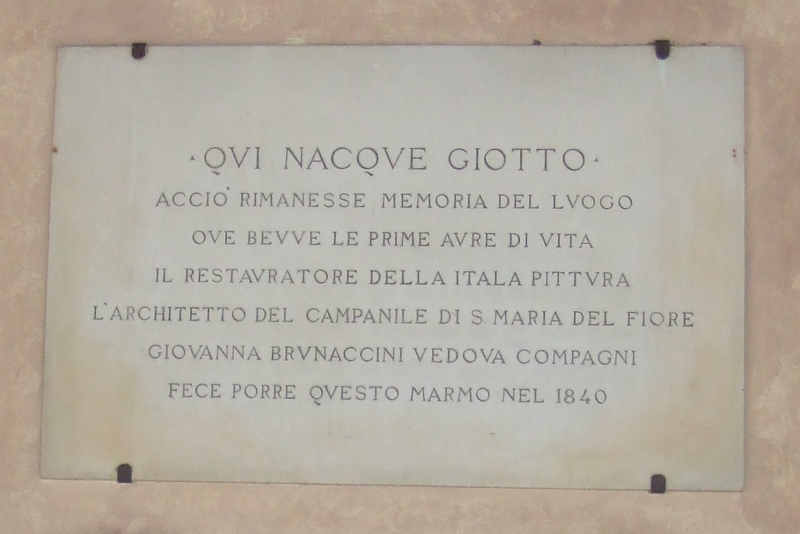
Targa sulla casa natale di Giotto a Vespignano

Giotto nacque a Colle di Vespignano, un borgo situato nella valle del Mugello (oggi una frazione del comune fiorentino chiamato Vicchio), con ogni probabilità nel 1267, in una famiglia di piccoli possidenti terrieri (Bondone era appunto il padre) che, come tante altre famiglie toscane del secolo, si trasferì solo in seguito a Firenze. Secondo la tradizione letteraria, finora non confermata dai documenti, Giotto era stato affidato dai genitori alla bottega di Cimabue. Il suo nome era forse un ipocoristico di Ambrogio (da Ambrogiotto), o Angelo (Angiolotto), Parisio (Parigiotto), Ruggero (Ruggerotto), o ancora da Biagio (Biagiotto), senza escludere l'ipotesi che Giotto possa essere stato un nome autonomo.
I primi anni del pittore sono stati oggetto di credenze quasi leggendarie fin da quando egli era in vita. Giorgio Vasari racconta che Giotto fosse capace di disegnare una perfetta circonferenza senza bisogno del compasso, la famosa "O" di Giotto. Si narra inoltre che Cimabue avesse scoperto la bravura di Giotto mentre disegnava delle pecore con del carbone su un sasso, aneddoto riportato da Lorenzo Ghiberti e da Giorgio Vasari. Altrettanto leggendario è l'episodio di uno scherzo fatto da Giotto a Cimabue dipingendo su una tavola una mosca: essa sarebbe stata così realistica che Cimabue tornando a lavorare sulla tavola avrebbe cercato di scacciarla. Le novelle raccontano verosimilmente soprattutto la grande capacità tecnica e la naturalezza dell'arte di Giotto.
Giotto si sposò verso il 1287 con Ciuta (Ricevuta) di Lapo del Pela. La coppia ebbe quattro figlie e quattro figli, dei quali uno, Francesco, divenne a sua volta pittore. Giotto s'adoperò perché un altro dei suoi figli, di nome anch'egli Francesco, divenisse priore della chiesa di San Martino a Vespignano, oltre che suo procuratore in Mugello, dove allargò le proprietà terriere della famiglia. Dette poi in sposa ben tre delle sue figlie a uomini nei dintorni del Colle Mugellano, segno inequivocabile di una sua fortissima "mugellanità" e dei profondi legami mantenuti dal pittore per tutta la vita col suo territorio d'origine. Recenti studi indicano come una dalle sue prime opere sia il frammento della Madonna conservato proprio in Mugello nella Pieve di Borgo San Lorenzo, databile intorno al 1290. La prima volta che Giotto venne ufficialmente nominato è in un documento recante la data 1309, nel quale si registra che Palmerino di Guido restituisce ad Assisi un prestito a nome suo e del pittore.
Giotto aveva aperto una bottega dove era circondato da alunni; si occupava soprattutto di progettare le opere e di impostare le composizioni più importanti mentre agli alunni lasciava quelle secondarie.
Giotto superò la smaterializzazione dell'immagine, l'astrattismo propri dell'arte bizantina, si riappropriò magistralmente della realtà naturale di cui fu grande narratore, abile nell'organizzare le scene con realismo e nel creare gruppi di figure che dialogano fra di loro, inserite in uno spazio di cui egli ebbe grande padronanza aprendosi alla terza dimensione, cioè la profondità. Il naturalismo giottesco fa sì che i personaggi siano sempre caratterizzati da notevole espressività di sentimenti e stati d'animo, in una rappresentazione della figura umana resa con plasticità, con solido accento scultoreo. Giotto compie una profonda indagine dell'emozione umana, resa sempre con vivace realismo. Giotto compie un'attenta analisi dei sentimenti umani e riesce a rappresentarli con delicatezza e, nel contempo, con intensità. Ogni figura, dai volumi essenziali e ben definiti dalla luce, ha una precisa caratterizzazione fisica a cui corrisponde una precisa condizione emotiva.

### LaMadonna di San Giorgio alla Costa
Secondo altri studiosi la prima tavola dipinta indipendentemente da Giotto in ordine cronologico è invece la Madonna col Bambino di San Giorgio alla Costa (Firenze, oggi al Museo diocesano di Santo Stefano al Ponte), che potrebbe essere anteriore agli affreschi di Assisi. Per altri, invece, si tratterebbe di un'opera successiva al cantiere di Assisi e anche al Crocifisso di Santa Maria Novella.
Tornando alla Madonna di San Giorgio, l'opera mostra una solida resa della volumetria dei personaggi le cui attitudini sono più naturali che in passato. Il trono è inserito in una prospettiva centrale, formando quasi una "nicchia" architettonica, che suggerisce il senso della profondità.
La novità del linguaggio di questa tavola, relativamente piccola e decurtata lungo tutti i margini, si comprende meglio facendo un raffronto con gli esempi fiorentini di Maestà che lo avevano immediatamente preceduto, come quelli di Coppo di Marcovaldo.

### La Basilica superiore di Assisi

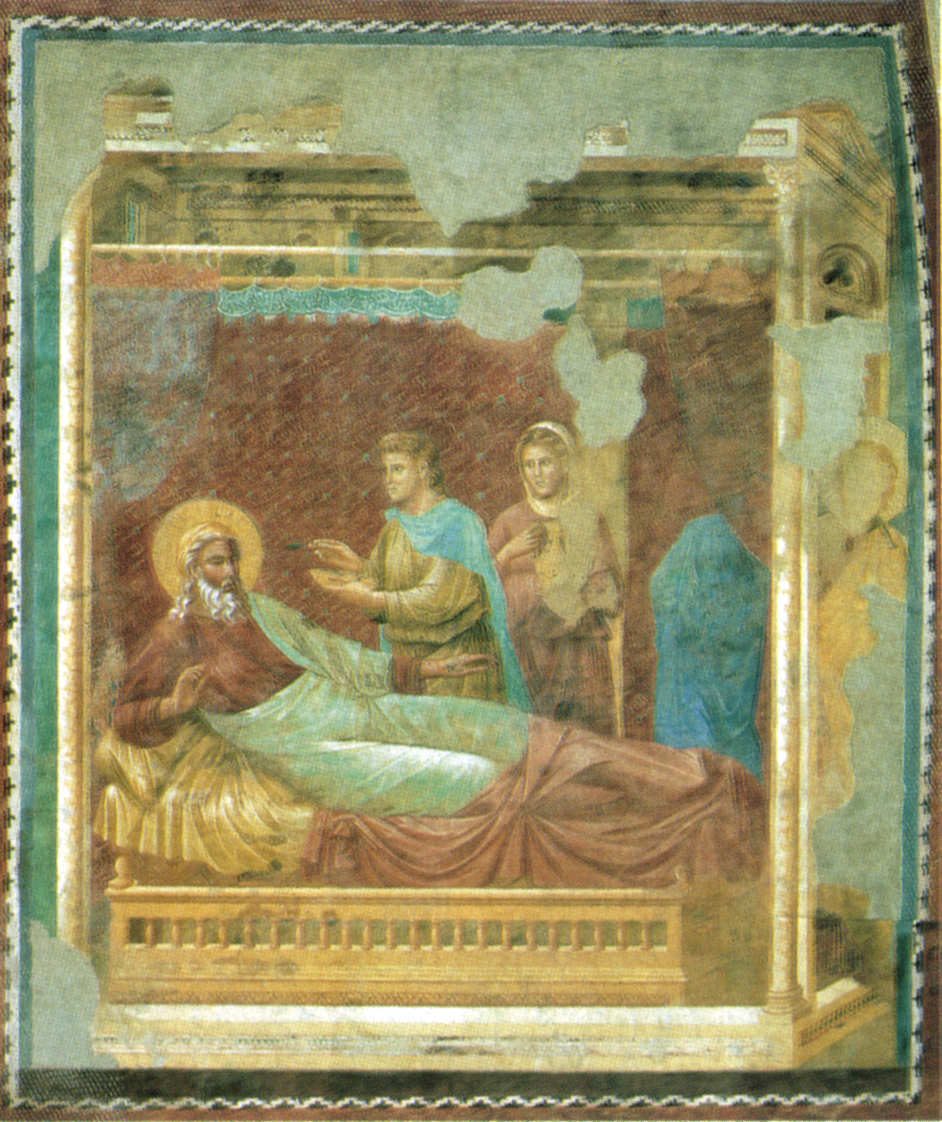
Maestro d'Isacco, Esaù respinto da Isacco

La Basilica di San Francesco era stata completata nel 1253 quale sede centrale dell'ordine e luogo di sepoltura del fondatore. L'inizio preciso dei lavori di decorazione ad affresco delle pareti interne rimane a tutt'oggi un mistero, a causa della distruzione degli antichi archivi avvenuta nel XIX secolo; a ogni modo si può ragionevolmente ipotizzare che risalga a poco dopo la metà del XIII secolo nel caso della Basilica inferiore e agli anni 1288-1292 nel caso della Basilica superiore.
È ancora molto dibattuto se Giotto sia intervenuto o meno per la decorazione a fresco della Basilica superiore. Molti studiosi ritengono certo l'intervento di Giotto dalle Storie di Isacco fino a quasi tutto il ciclo della Vita di san Francesco. A tal proposito si sono espressi favorevolmente Luciano Bellosi (1985), Miklós Boskovits (2000), Angelo Tartuferi (2004) e Serena Romano (2008). Di diverso avviso sono altri studiosi che ritengono molto più probabile l'intervento di un pittore di scuola romana, come ad esempio Pietro Cavallini. In tal senso si sono espressi Richard Offner (1939), Millard Meiss (1960), Alastair Smart (1971), Federico Zeri (1997) e Bruno Zanardi (1997).
Secondo la prima corrente di pensiero, Giotto avrebbe coordinato, in un arco di tempo di circa due anni compreso tra il 1290 e 1292 circa, un complesso stuolo di artisti che avrebbero dato impronte diverse al ciclo pur sotto una visione unitaria. Giotto si sarebbe allontanato dal cantiere assisiate prima di dipingere la prima e le ultime tre scene del ciclo (le ultime quattro a essere state dipinte) che sarebbero attribuibili al Maestro di Santa Cecilia.
Secondo la seconda ipotesi, invece, l'entrata in scena di Giotto sarebbe da rinviare al 1297 circa, quando vennero realizzati parte degli affreschi della Cappella di San Nicola nella Basilica inferiore, con l'Annunciazione sulla parete d'ingresso e le due scene dei Miracoli post mortem di San Francesco e della Morte e Resurrezione del Fanciullo di Suessa, che mostrerebbero evidenti affinità tecniche ed esecutive con la Cappella degli Scrovegni e si differenzierebbero dal ciclo francescano.

#### LeStorie di Isacco
I primi affreschi nella Basilica superiore vennero realizzati nel transetto da pittori oltremontani e poi dalla bottega di Cimabue, dove probabilmente doveva trovarsi anche il giovane Giotto (1288-1292 circa). L'intervento diretto di Giotto è stato insistentemente ravvisato da molti studiosi in due scene nella parte alta della navata destra con le Storie di Isacco (Benedizione di Isacco a Giacobbe ed Esaù respinto da Isacco che si trovano nella terza campata all'altezza della finestra). Il pittore di queste due scene aveva una particolare predisposizione alla resa volumetrica dei corpi, tramite un accentuato chiaroscuro, ed era capace di ambientare le proprie scene in un ambiente architettonico fittizio, disegnato secondo una prospettiva e uno scorcio laterale. Diversa è anche la tecnica usata: per la prima volta si usò l'affresco a giornate, anziché a pontate.

#### LeStorie di san Francesco

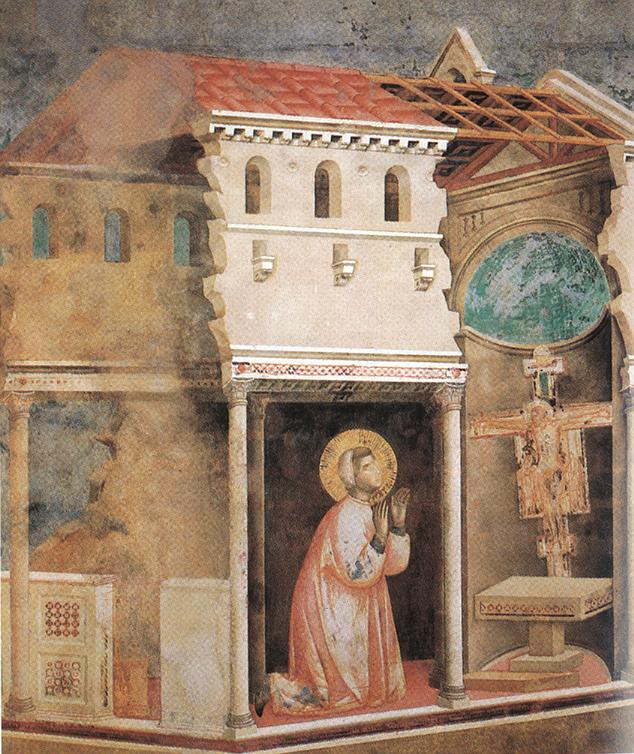
Preghiera in San Damiano

Secondo la teoria della paternità di Giotto di questi affreschi, Giotto avrebbe affrescato la fascia inferiore della navata con le ventotto Storie di san Francesco segnando una svolta nella pittura occidentale. Il ciclo francescano illustra puntualmente il testo della Legenda compilata da san Bonaventura e da lui dichiarata unico testo ufficiale di riferimento per la biografia francescana. Sotto a ogni scena compare una didascalia descrittiva tratta dai diversi capitoli della Legenda via via illustrati.
Questo ciclo è da molti considerato l'inizio della modernità e del dipingere latino. La tradizione iconografica sacra, infatti, poggiava sulla tradizione pittorica bizantina e quindi su un repertorio iconografico codificato nei secoli; il soggetto attuale (un santo moderno) e un repertorio di episodi straordinari (solo per fare un esempio: nessuno mai, prima di san Francesco, aveva ricevuto le stigmate) fecero sì che il pittore negli affreschi dovesse creare ex novo modelli e figure, attingendo solo in parte ai modelli di pittori che si erano già cimentati in episodi francescani su tavola (come Bonaventura Berlinghieri o il Maestro del San Francesco Bardi). Accanto a ciò va registrato il nuovo corso degli studi biblici (portati avanti proprio dai teologi francescani e domenicani) che prediligeva la lettura dei testi nel loro senso letterale (senza troppi simbolismi e rimandi allegorici) desiderando condurre il fedele a un incontro il più possibile vivo e immedesimativo con il testo sacro. Ciò favorì la scelta di rappresentazioni in abiti moderni e che sottolineassero l'espressione del vissuto.

### LaCroce di Santa Maria Novella

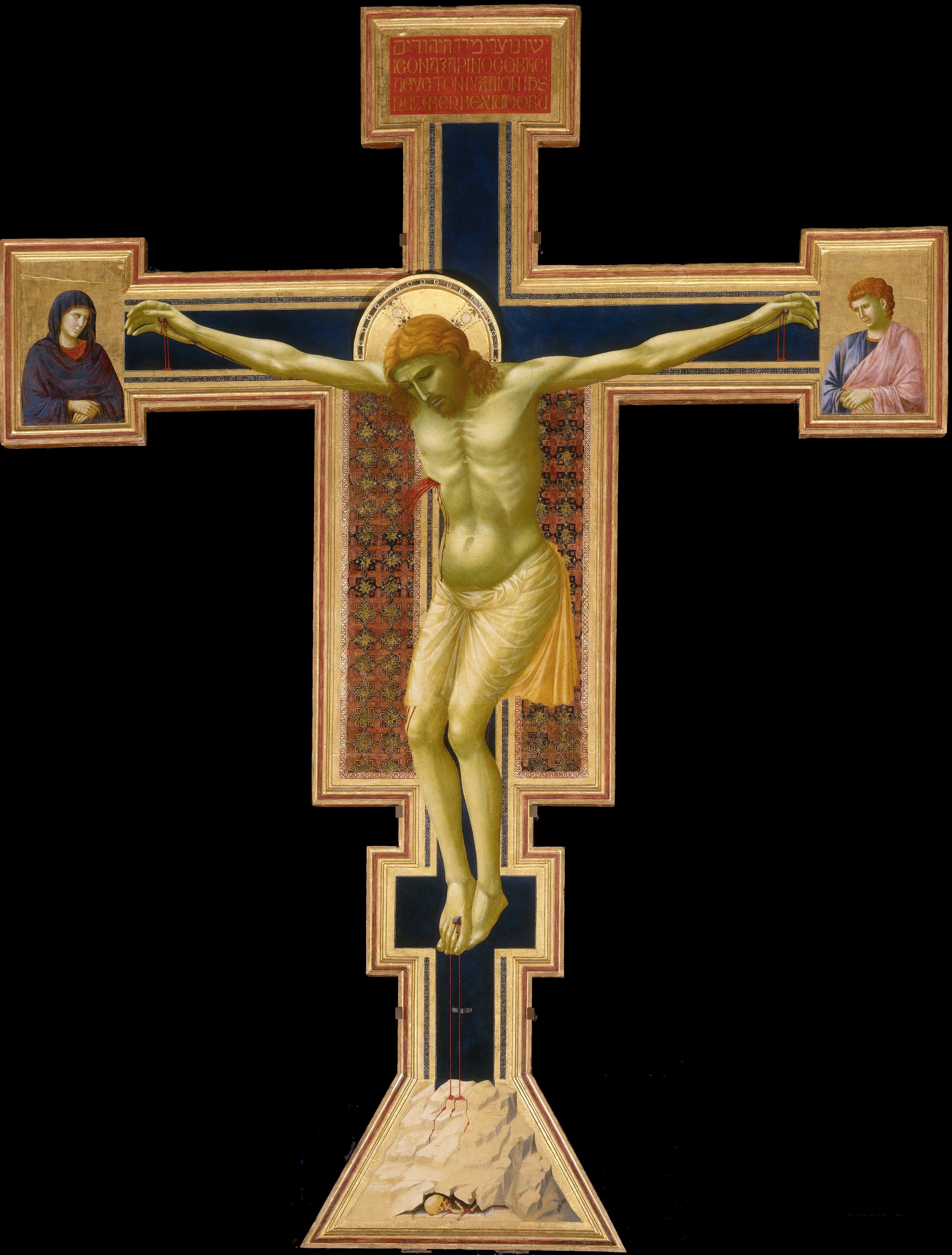
Crocifisso di Santa Maria Novella (1290-1300)

Il primo capolavoro fiorentino è il grande Crocifisso di Santa Maria Novella, citato come opera giottesca in un documento del 1312 da tale Ricuccio di Puccio del Mugnaio e anche da Ghiberti, ma probabilmente databile attorno al 1290 contemporaneo, quindi, alle Storie di San Francesco della Basilica superiore.
È il primo soggetto che Giotto affronta in maniera rivoluzionaria, in contrasto con l'iconografia ormai canonizzata da Giunta Pisano del Christus patiens inarcato sinuosamente a sinistra (per l'osservatore). Giotto invece dipinse il corpo morto in maniera verticale, con le gambe piegate che ne fanno intuire tutto il peso. La forma non più nobilitata dai consueti stilemi divenne così assolutamente umana e popolare.
In queste novità è contenuto tutto il senso della sua arte e della nuova sensibilità religiosa che restituisce al Cristo la sua dimensione terrena e da questa trae il senso spirituale più profondo. Solo l'aureola ricorda la sua natura divina, ma mostra le sembianze di un uomo umile realmente sofferente, con il quale l'osservatore potesse confrontare le sue pene.
In quegli anni Giotto era già un pittore affermato, capace di creare una schiera di imitatori in città, pur rappresentando soltanto l'anticipatore di una corrente d'avanguardia che si impose più tardi.
Il contesto toscano e fiorentino dell'epoca era animato da grandi fermenti innovativi, che influenzarono Giotto: a Pisa la bottega di Nicola Pisano e poi del figlio Giovanni aveva cominciato un percorso di recupero della pienezza della forma e dei valori dell'arte classica aggiornata con influssi gotici transalpini, mentre Siena, in contatto privilegiato con molti centri culturali europei, aveva visto l'innesto di novità gotiche sulla tradizione bizantina nella pittura di un artista del calibro di Duccio di Buoninsegna.

### LeStigmate di san Francesco

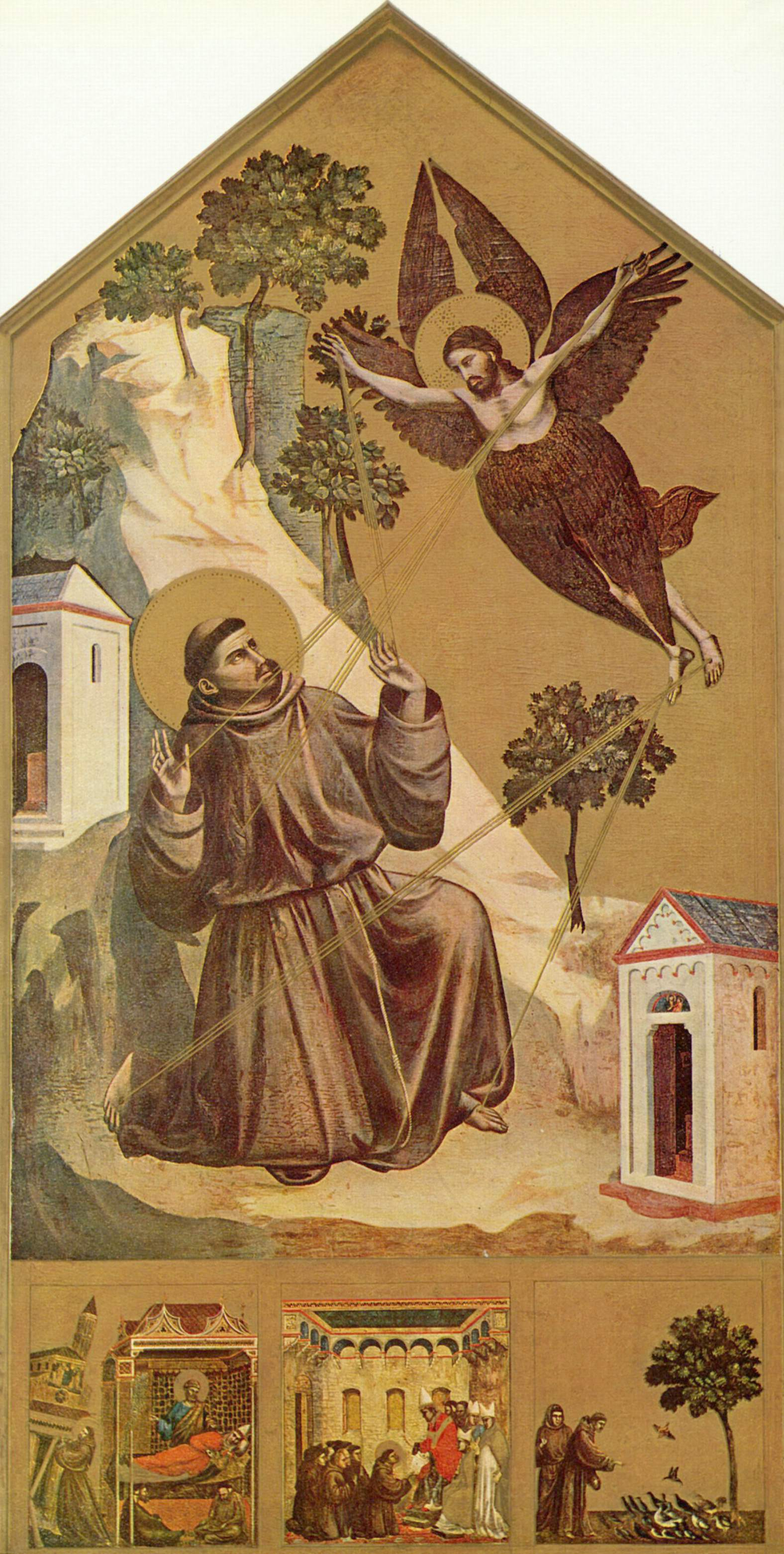
Stigmate di san Francesco, Louvre (1300 circa)

Di precoce datazione è considerata anche la tavola firmata proveniente da Pisa e conservata al Louvre di Parigi, raffigurante le Stigmate di san Francesco in cui le storie della predella sono direttamente riprese dalle scene assisiati: questo da taluni viene considerato motivo a sostegno della attribuzione del Ciclo francescano a Giotto.

### Primo viaggio a Roma
Fino al 1300 c'è un vuoto di alcuni anni nella produzione di Giotto. Ferdinando Leopoldo Del Migliore menziona nel XVII secolo che Giotto lavorò a Roma ai tempi di papa Bonifacio VIII, pontefice dal 1295 al 1303. Il Liber Benefactorum della Basilica di San Pietro in Vaticano, una fonte pressoché contemporanea del tempo, attesta che Giotto compose il mosaico della Navicella, opera più volte spostata e restaurata e oggi collocata nel portico della Basilica. Anche se la fonte non cita la data, la somiglianza di stile del mosaico della Navicella con i due tondi con busti di angeli conservati oggi nelle Grotte Vaticane e in San Pietro Ispano a Boville Ernica permette di datare l'opera a fine Duecento, sia perché i due tondi hanno le caratteristiche della scuola romana di fine Duecento, sia perché la fonte del Torrigio (1618) colloca i tondi al 1298.
Quindi può darsi che Giotto abbia lavorato a Roma fino al 1300 circa, anno del Giubileo, esperienza della quale non rimangono altre tracce significative e per questo non è possibile ancora giudicare la sua influenza sui pittori romani o, al contrario, quanto il suo stile venne influenzato dalla scuola romana.

### Rientro a Firenze
Da documenti catastali del 1301 e 1304 si conoscono le sue proprietà in Firenze, che erano cospicue e per questo si ipotizza che, all'incirca verso i trent'anni, Giotto fosse già a capo di una bottega capace di ovviare alle più prestigiose commissioni del tempo.
In questo periodo dipinse il Polittico di Badia (Galleria degli Uffizi) e, in virtù della fama diffusa in tutta l'Italia, venne chiamato a lavorare a Rimini e Padova.

### Rimini

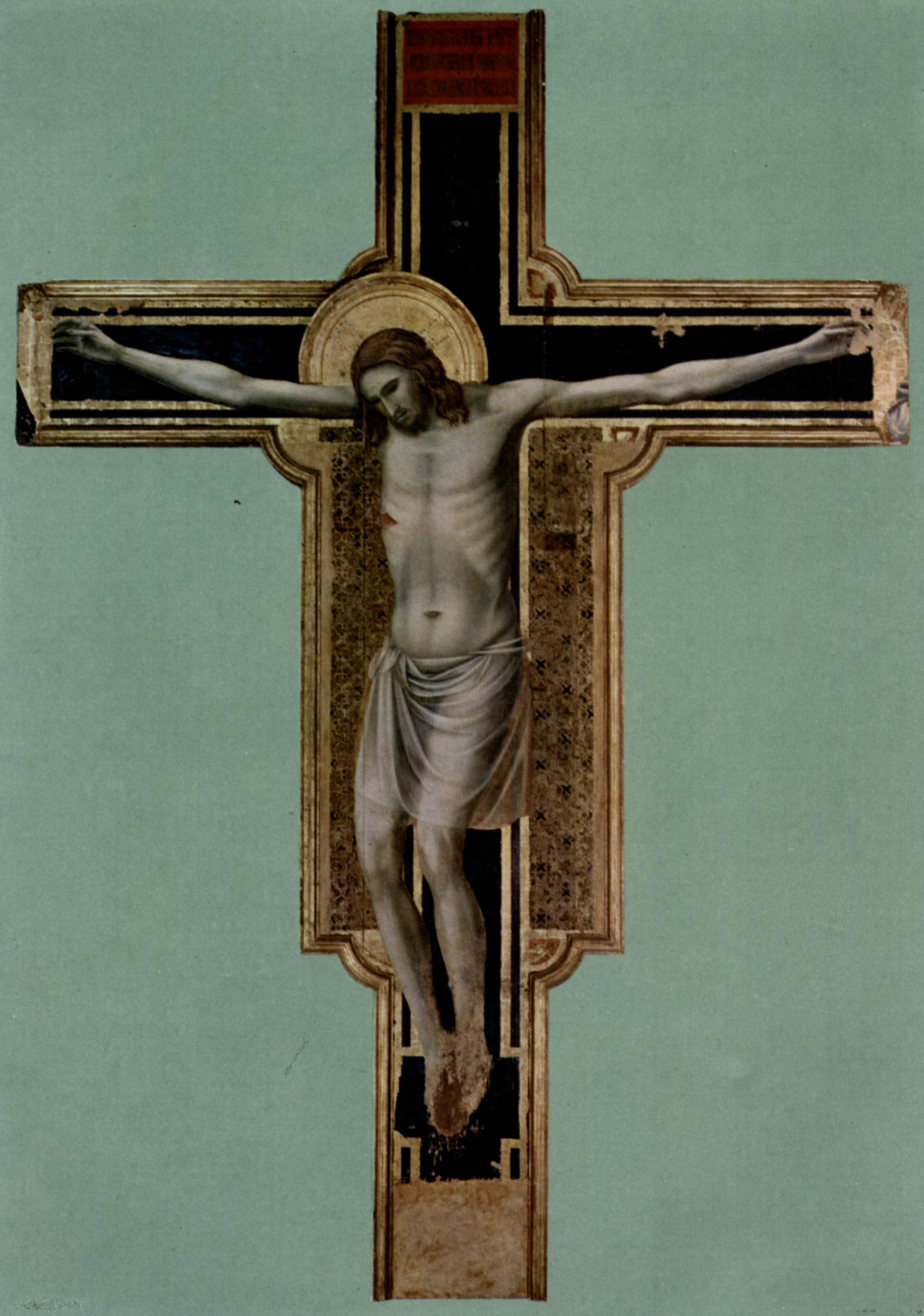
Il crocifisso di Rimini

L'attività riminese del maestro fiorentino dovrebbe attestarsi intorno al 1299; ciò è suggerito da una miniatura di Neri da Rimini conservata alla Fondazione Cini di Venezia (inv. 2030), firmata e datata 1300, che nella figura del Cristo Benedicente mostra una evidentissima similitudine col Redentore raffigurato nella Cimasa originale della croce (ritrovata da Federico Zeri nel 1957 nella collezione Jeckyll di Londra - non si hanno notizie dei terminali laterali raffiguranti i dolenti). Essa viene ricordata in fonti scritte contemporanee ed è testimoniata dalla precoce fioritura di una scuola riminese, chiaramente ispirata all'esempio giottesco.
A Rimini, come ad Assisi, lavorò in un contesto francescano, nella chiesa già di san Francesco, oggi nota come Tempio Malatestiano, dove dipinse un ciclo di affreschi perduto, mentre resta ancora nell'abside la Croce.
L'autografia della Croce è attualmente condivisa da tutti gli studiosi.
In miglior stato di conservazione rispetto al precedente crocifisso di Santa Maria Novella, è già orientato verso le interpretazioni più mature di Giotto, ma ancora vicino a opere come il Polittico della Badia, oggi agli Uffizi e ritrovato nel convento di Santa Croce a Firenze.
Il soggiorno di Rimini è importante soprattutto per l'influenza esercitata sulla locale scuola pittorica e miniatoria detta appunto scuola riminese, che ebbe tra i maggiori esponenti Giovanni, Giuliano e Pietro da Rimini.

### Padova
La documentazione relativa alla costruzione e consacrazione della Cappella degli Scrovegni a Padova, interamente affrescata da Giotto, permettono di stabilire con certezza che Giotto fu a Padova tra il 1303 e il 1305. Per la loro importanza e influenza nella pittura murale del tempo, questi affreschi nel 2021 sono stati dichiarati Patrimonio UNESCO come parte di Padova Urbs Picta, ovvero dei Cicli di affreschi del XIV secolo a Padova.
Del soggiorno padovano sono perduti gli affreschi del Palazzo della Ragione e gran parte degli affreschi della Basilica di Sant'Antonio. Di quest'ultimi rimangono solo alcuni busti di sante nella Cappella delle Benedizioni e alcune scene nella Sala Capitolare (Stigmate di San Francesco, Martirio di Francescani a Ceuta, Crocifissione e Teste di Profeti).
Gli affreschi perduti del Palazzo della Ragione, commissionati molto probabilmente da Pietro d'Abano, sono citati in un libello del 1340, la Visio Aegidii Regis Patavi del notaio Giovanni da Nono, che li descrive con toni entusiastici, testimoniando che il soggetto astrologico del ciclo era tratto da un testo molto diffuso nel XIV secolo, il Lucidator, che spiegava i temperamenti umani in funzione degli influssi degli astri. Padova era al tempo un centro universitario culturalmente molto fervido, luogo d'incontro e di confronto tra umanisti e scienziati e Giotto è partecipe di questa atmosfera.
Anche i pittori dell'Italia del Nord subirono l'influenza di Giotto: Guariento di Arpo, Giusto de' Menabuoi, Jacopo Avanzi e Altichiero fusero infatti il suo linguaggio plastico e naturalistico con le tradizioni locali.

#### Cappella degli Scrovegni

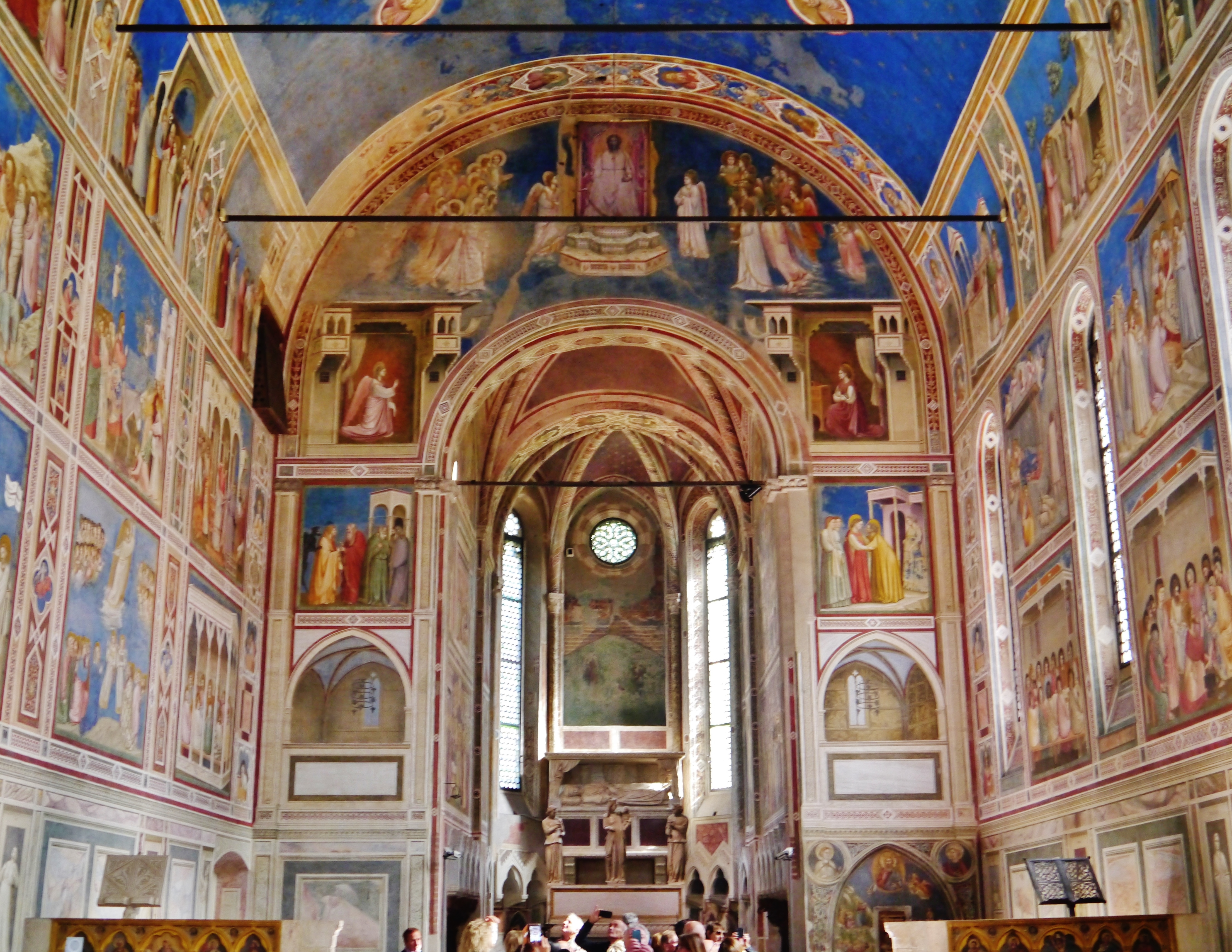
L'interno della Cappella degli Scrovegni

Resta invece intatto il ciclo di affreschi con Storie di Anna e Gioacchino, di Maria, di Gesù, Allegorie dei Vizi e delle Virtù e Il Giudizio Universale della Cappella di Enrico Scrovegni, dipinta tra il 1303 e il 1305. L'intero ciclo è considerato un capolavoro assoluto della storia della pittura e, soprattutto, il metro di paragone per tutte le opere di dubbia attribuzione giottesca, visto che sull'autografia del maestro fiorentino in questo ciclo non ci sono dubbi.
Enrico Scrovegni, ricchissimo banchiere di Padova, acquistò il terreno dell'antica arena romana di Padova il 6 febbraio 1300 e verosimilmente nel 1301 cominciò la costruzione di un sontuoso Palazzo, di cui la cappella era l'oratorio privato, destinato un giorno ad accogliere la tomba sua e di sua moglie. La cappella ebbe una prima consacrazione il 25 marzo 1303. Nel 1304 papa Benedetto XI promulgava un'indulgenza in favore di coloro che avessero visitato la Cappella. L'edificio, completato, fu consacrato il 25 marzo 1305.
Giotto dipinse l'intera superficie con un progetto iconografico e decorativo unitario, ispirato da un teologo agostiniano di raffinata competenza, recentemente identificato da Giuliano Pisani in Alberto da Padova. Tra le fonti utilizzate ci sono molti testi agostiniani, tra cui il De doctrina Christiana, il De libero arbitrio, il De quantitate animae, il De Genesi contra Manicheos, ecc., i Vangeli apocrifi dello Vangelo dello pseudo-Matteo e di Vangelo di Nicodemo, la Legenda Aurea di Jacopo da Varazze e, per piccoli dettagli iconografici, le Meditazioni sulla vita di Gesù dello Pseudo-Bonaventura. Ma anche testi della tradizione medievale cristiana, tra cui Il Fisiologo. Giotto dipinse, dividendolo in 40 scene, un ciclo incentrato sul tema della Salvezza.

Compianto sul Cristo morto

Si parte dalla lunetta in alto sull'arco trionfale, dove Dio avvia la riconciliazione con l'uomo, si prosegue sul registro più alto della parete sud con le storie di Gioacchino ed Anna. Si continua sulla parete opposta con le storie di Maria. Si torna sull'arco trionfale con la scena dell'Annunciazione e il riquadro della Visitazione. A questo punto sul secondo registro della parete sud iniziano le storie della vicenda terrena di Gesù, che si svolgono lungo i due registri centrali delle pareti, con un passaggio sull'arco trionfale nel riquadro del Tradimento di Giuda. L'ultimo riquadro presenta la Discesa dello Spirito Santo sugli apostoli (Pentecoste).
Subito sotto inizia il percorso del quarto registro, costituito da quattordici allegorie monocrome, alternate a specchi in finto marmo, che simboleggiano i Vizi e le Virtù: la parete nord presenta le allegorie di sette vizi (Stultitia, Inconstantia, Ira, Iniusticia, Infidelitas, Invidia, Desperatio); lungo la parete sud sono raffigurate le allegorie delle sette virtù, le quattro cardinali (Prudencia, Fortitudo, Temperantia, Iusticia) e le tre teologali (Fides, Karitas, Spes). Vizi e virtù si fronteggiano a coppia e sono ordinati per il raggiungimento del Paradiso, superando con la cura delle virtù corrispondenti gli ostacoli posti dai vizi.

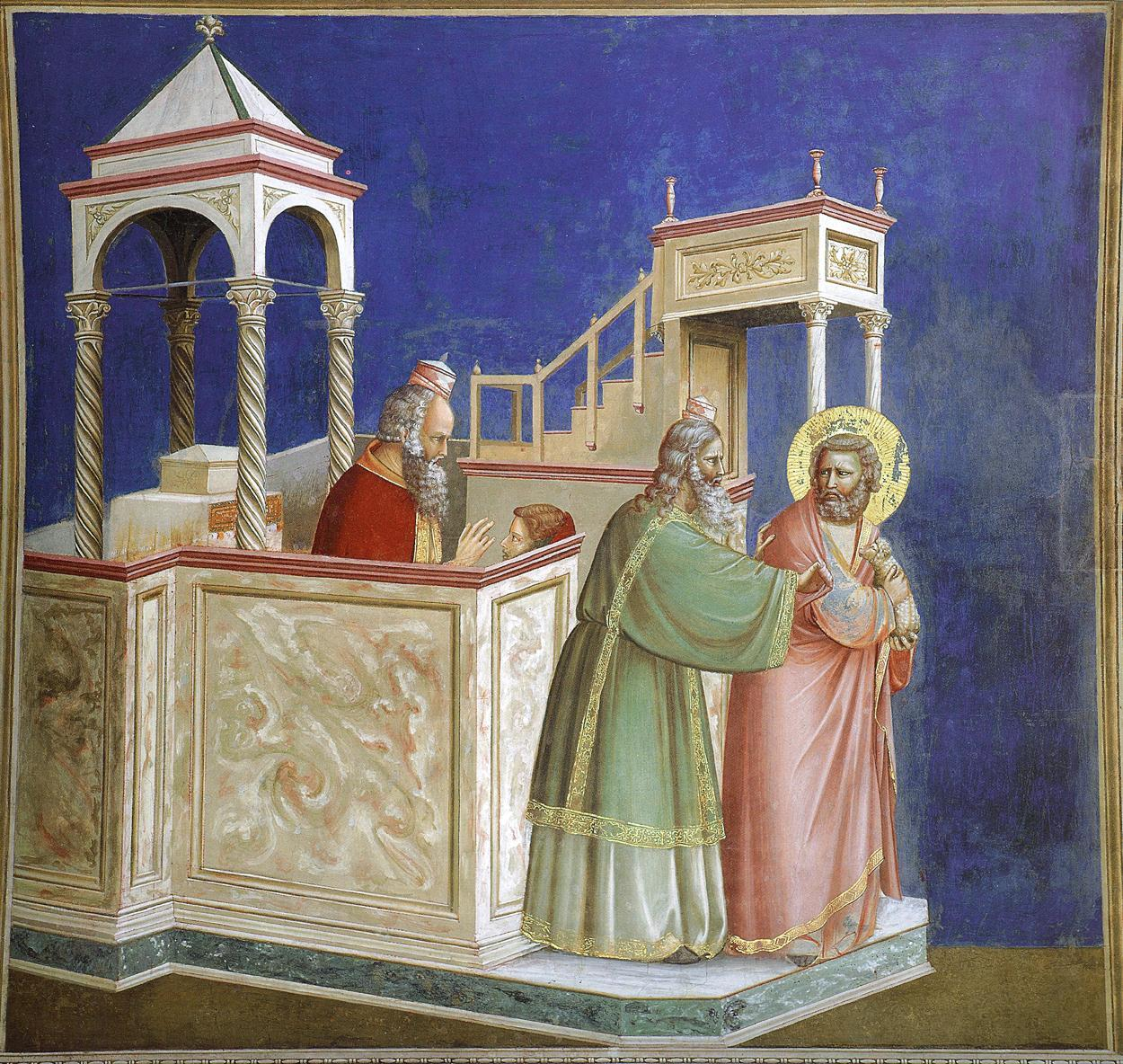
Cacciata di Gioacchino dal Tempio, Cappella degli Scrovegni, Padova

L'ultima scena, che occupa l'intera controfacciata rappresenta il Giudizio universale e la visione del Paradiso. Qui si inquadra la grande novità scoperta da Giuliano Pisani: le figure sotto il trono di Cristo Giudice non rappresentano i simboli dei quattro evangelisti, ma sono rispettivamente, partendo da sinistra, un'orsa con un luccio, un centauro, un'aquila/fenice e un leone, immagini interpretate come riferimento simbolico all'essenza di Cristo. «Orsa e pesce, centauro, aquila e leone sono simboli cristologici che la cultura medievale, specie dopo il Mille, in epoca romanica, riprende dalla più antica tradizione cristiana: rappresentano allegoricamente il battesimo, il dono dell'immortalità, la vittoria sulla morte, la giustizia».

##### Stile degli affreschi
Nella cappella, la pittura di Giotto dimostrò una piena maturità espressiva. La composizione rispettava il principio del rapporto organico tra architettura e pittura ottenendo il risultato di un complesso unitario. I riquadri sono tutti d'identica dimensione. I partimenti decorativi, le architetture simulate e i due finti coretti prospettici che simulano un'apertura sulla parete, sono tutti elementi che obbediscono a una visione unitaria, non solo prospettica ma anche cromatica; domina infatti il blu intensissimo della volta che si ripete in ogni scena.
Gli ambienti naturali e le architetture sono costruite come vere e proprie scatole prospettiche in prospettiva intuitiva, che a volte vengono ripetute per non contraddire il rispetto dell'unità di luogo, come la casa di Anna o il Tempio, la cui architettura è ripetuta identica anche se ripresa da diverse angolature.
Le figure sono solide e voluminose e rese ancora più salde dalle variazioni cromatiche, dove i toni dei colori si schiariscono nelle zone sporgenti. La resa delle figure umane è realistica e non stilizzata.

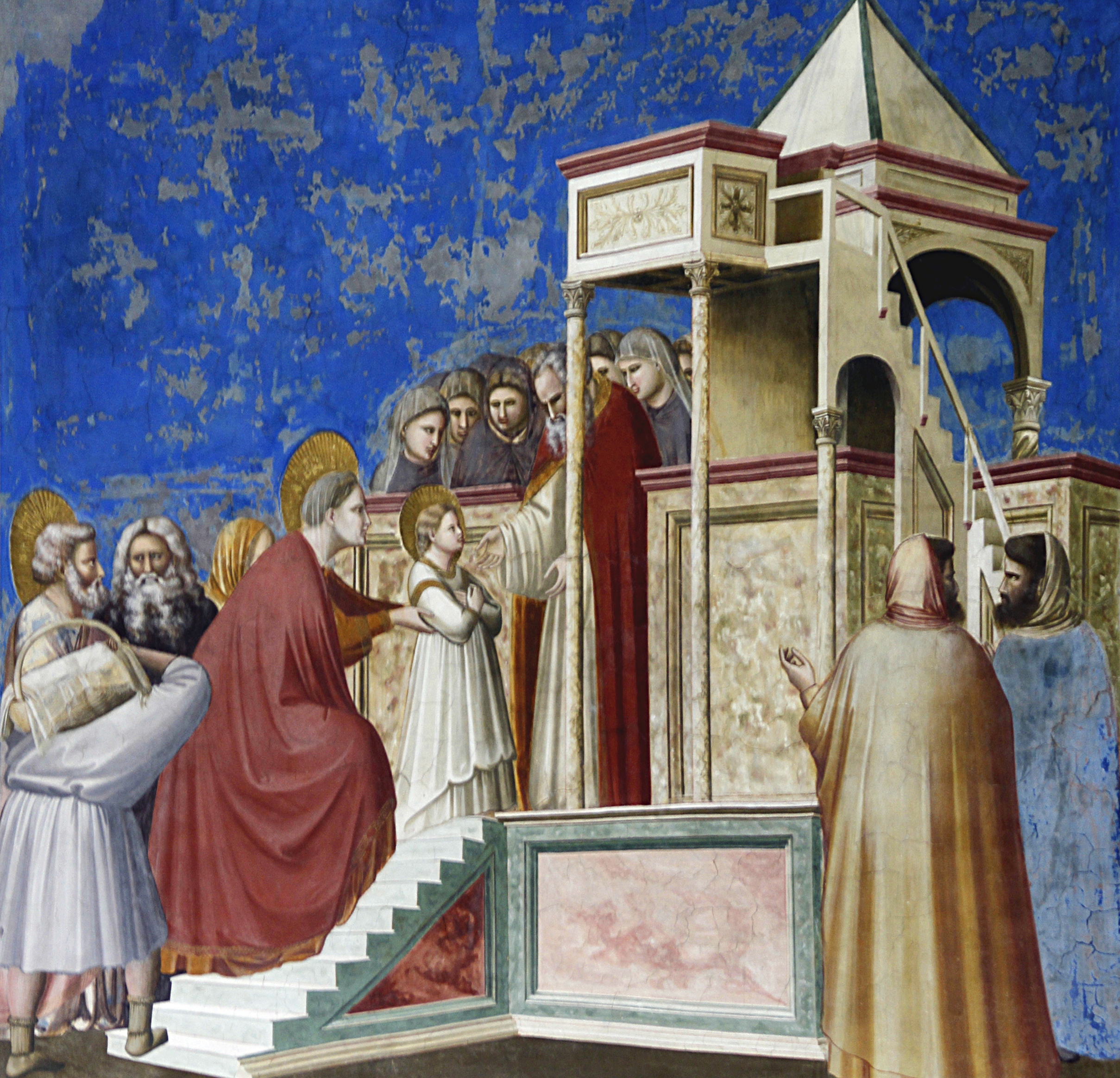
Presentazione di Maria al Tempio

Le scene sono dotate di una vivace narrazione. Sono solenni senza fronzoli della composizione, ma non sfuggono particolari che rendono i personaggi realistici. Le emozioni e gli stati dell'anima sono evidenti, eloquenza di gesti e espressioni. È una pittura capace di rendere l'umanità dei personaggi sacri.
Alcuni accorgimenti tecnici arricchiscono di effetti materici tutto l'ambiente: stucco lucido o stucco romano per i finti marmi, parti metalliche nell'aureola del Cristo Giudice nel Giudizio, tavole lignee inserite nel muro, uso dell'encausto nelle figure a finto rilievo.
Ci sono numerose citazioni dall'arte classica e dalla scultura gotica francese, incentivata dal confronto con le statue sull'altare di Giovanni Pisano, ma, soprattutto, una maggiore espressività negli sguardi intensi dei personaggi e nella loro gestualità.
Molte sono le notazioni narrative e i particolari, anche minori, di grande suggestione, gli oggetti, gli arredi, le vesti che rispecchiano l'uso, la moda del tempo. Alcuni personaggi sono veri e propri ritratti a volte caricaturali che danno il senso della trasposizione cronachistica della vita reale nella rappresentazione sacra. Si può quindi dire che Giotto ha attuato una riscoperta del vero (il vero dei sentimenti, delle passioni, della fisionomia umana, della luce e dei colori) nella certezza di uno spazio misurabile.

#### La Croce di Padova
Nel Museo civico di Padova è conservata una Croce dipinta risalente agli stessi anni (1303-1305), proveniente dall'altare della Cappella degli Scrovegni, raffinatissima per la ricchezza decorativa dei colori smaltati e per l'andamento sagomato del supporto dal disegno gotico, oltre che per il realismo nella figura del Cristo e nell'atteggiamento sofferente di Maria e di San Giovanni nei tabelloni laterali.

### La Basilica inferiore di Assisi

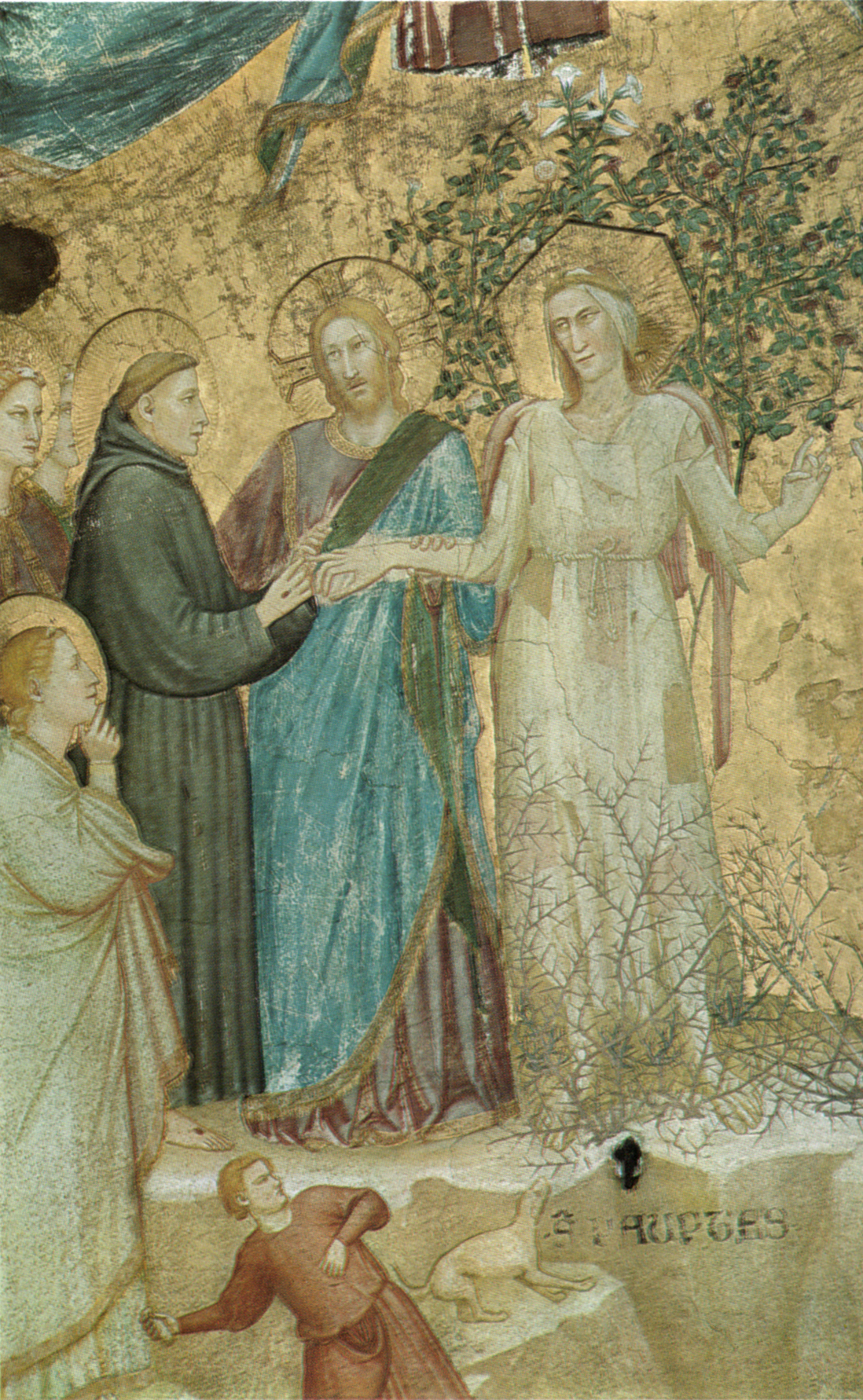
Sposalizio di San Francesco con la Povertà, 1316-1318, volta nella Basilica inferiore di Assisi, attribuito al "Parente di Giotto", su disegno del maestro

Tra il 1306 e il 1311 fu di nuovo ad Assisi per eseguire gli affreschi della zona del transetto della Basilica inferiore che comprendono: le Storie dell'infanzia di Cristo, le Allegorie francescane sulle vele, e la Cappella della Maddalena. In realtà la mano del maestro è quasi assente e per le numerose commissioni lasciò la stesura a personalità della sua cerchia.
La commissione fu del vescovo Teobaldo Pontano in carica dal 1296 al 1329, e il lavoro si protrasse per molti anni coinvolgendo numerosi aiuti: Parente di Giotto, Maestro delle Vele e Palmerino di Guido (quest'ultimo citato assieme al maestro in un documento del 1309 in cui s'impegna a pagare un debito). La storia è tratta dalla Legenda Aurea di Jacopo da Varazze; per la Maddalena i francescani avevano un culto particolare. Giotto trasportò ad Assisi i progressi fatti a Padova, nelle soluzioni scenografiche e nella spazialità, nella tecnica e, soprattutto, nella qualità dei colori chiari e caldi.
Le Allegorie francescane occupano le vele della volta del transetto: Povertà, Castità, Obbedienza, la Gloria di San Francesco e le scene del ciclo della Vita di Cristo sono disposte lungo le pareti e le volte del transetto destro. La vivacità delle scene, le soluzioni scenografiche e spaziali di ampio respiro e alcune citazioni dirette del ciclo padovano hanno messo d'accordo studiosi e critici sull'appartenenza del progetto generale degli affreschi a Giotto, ma la realizzazione pittorica fu delegata ai membri della bottega.

### Di nuovo a Firenze
Nel 1311 era già tornato a Firenze, ci sono anche documenti del 1314 relativi alle sue attività economiche extra pittoriche.
La presenza a Firenze è sicuramente documentata negli anni 1314, 1318, 1320, 1325, 1326 e 1327. Nel 1327, in particolare, si iscrisse all'Arte dei Medici e Speziali che, per la prima volta, accoglieva i pittori.

### Prato
La pulcra tabula che Riccuccio del fu Puccio, facoltoso fiorentino abitante nel popolo di Santa Maria Novella, aveva già commissionato a Giotto di Bondone per la chiesa di San Domenico a Prato nel giugno del 1312, pone ineluttabilmente l'orgogliosa città toscana e le sue vicende artistiche nel corso del Trecento sotto il segno della pittura fiorentina, in misura ancora maggiore rispetto al mero dato della vicinanza geografica del capoluogo. Si ricorda che l'opera fu distrutta forse nell'incendio della grande chiesa pratese del 12 settembre 1647.

### Secondo viaggio a Roma

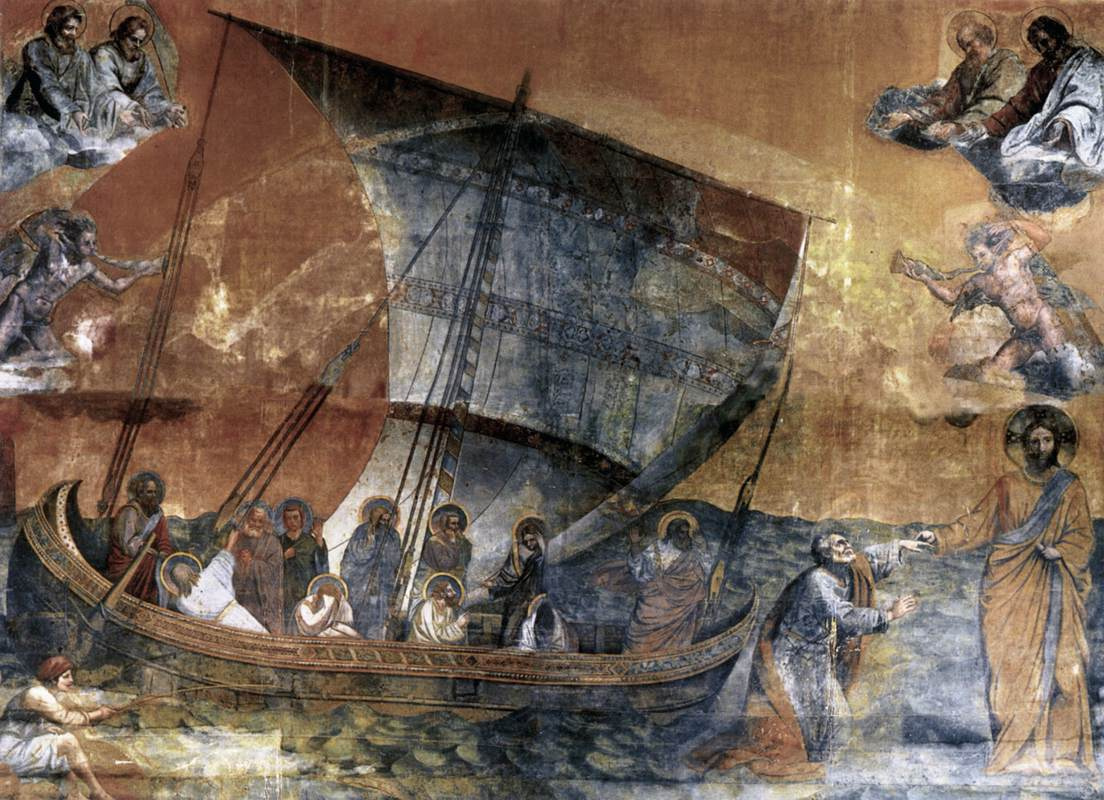
Mosaico della Navicella degli Apostoli

Nel 1313, in una lettera, incaricò Benedetto di Pace di recuperare le masserizie presso la proprietaria della casa affittata a Roma; il documento è la testimonianza del terzo soggiorno romano, avvenuto entro l'anno, in cui eseguì il Mosaico della Navicella degli Apostoli per il portico dell'antica basilica di San Pietro in Vaticano. L'opera fu commissionata dal cardinale Jacopo Caetani degli Stefaneschi, arciprete e benefattore della Basilica oltre che Diacono di San Giorgio al Velabro, che la pagò ben duecento fiorini e, per l'occasione, compose dei versi da inserire nel mosaico.
La lunetta della Navicella, che apparteneva a un ciclo musivo più ampio profondamente danneggiato nel tempo, venne ampiamente rifatta. Oggi sembra che sia rimasto solo un angelo del mosaico originale di Giotto.
Una copia della scena fu disegnata da due artisti del Quattrocento, Pisanello e Parri Spinelli, e si trova al Metropolitan Museum of Art di New York. Due tondi con i volti di angeli, facenti parte del ciclo, sono conservati rispettivamente nella chiesa di San Pietro Ispano di Boville Ernica (Frosinone) e nelle Grotte Vaticane. Questi disegni, fatti prima della sua distruzione, permettono di ricostruirne la composizione: raffigurava la barca degli apostoli in piena tempesta, sulla destra Pietro salvato da Cristo e a sinistra una città turrita. Il soggetto era ispirato da opere tardoantiche e paleocristiane, che Giotto aveva avuto sicuramente occasione di vedere a Roma, alimentando un rapporto di dialogo continuo col mondo classico.
I due tondi sono realizzati con una tecnica identica a quella delle botteghe romane della fine del Duecento e, probabilmente, sono stati eseguiti da maestranze locali su cartoni dell'artista fiorentino, il cui stile è riconoscibile dalla solidità del modellato dall'aspetto monumentale delle figure.

### LaMadonna di Ognissantie altre opere fiorentine

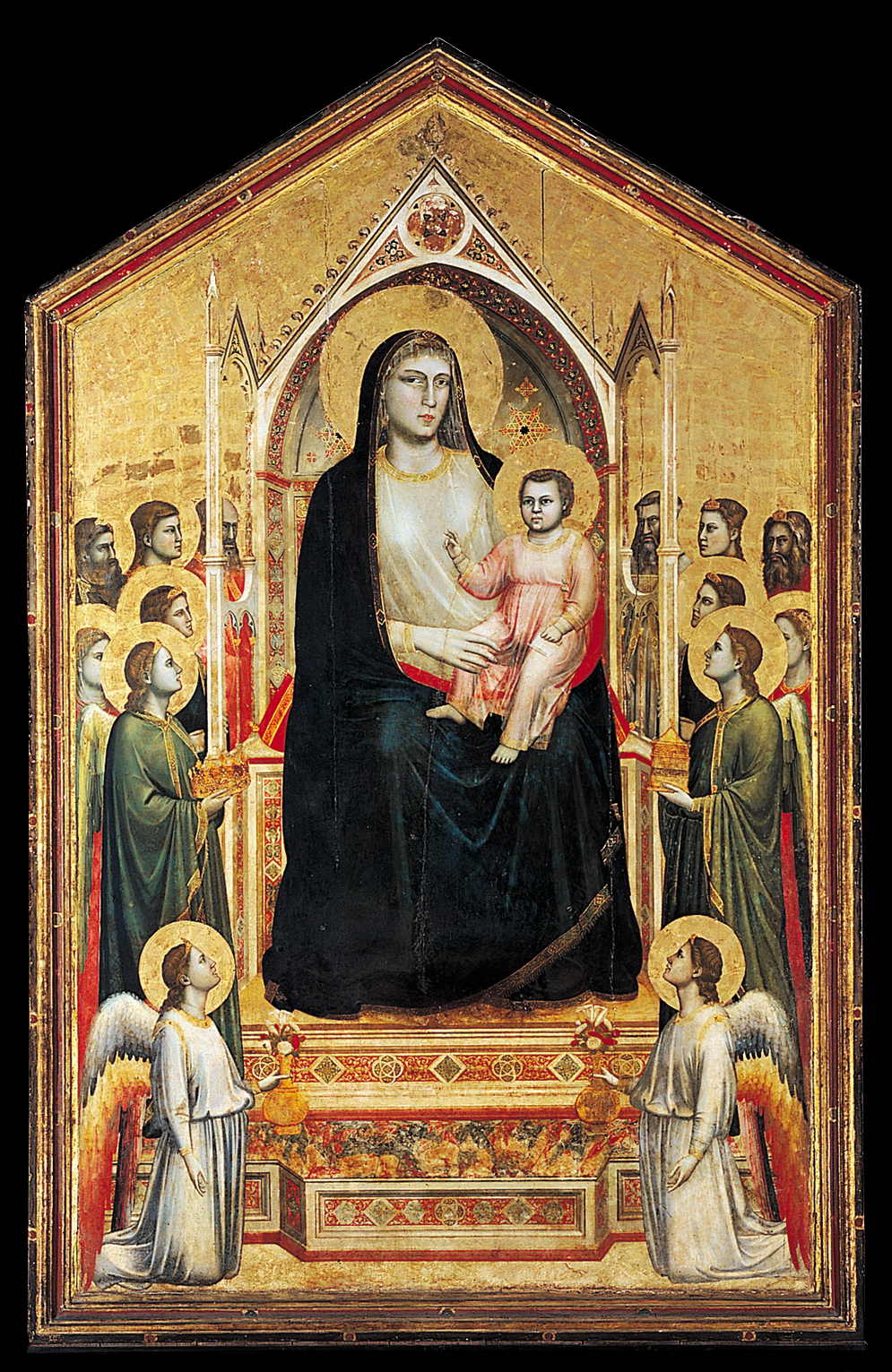
Maestà degli Uffizi (Madonna di Ognissanti)

Roma fu una parentesi in un periodo nel quale Giotto risiedette soprattutto a Firenze. In questo periodo dipinse le opere della sua maturità artistica come la Maestà di Ognissanti, la Dormitio Virginis della Gemäldegalerie di Berlino, il Crocifisso di Ognissanti.
Nella  Dormitio Virginis riuscì a innovare un tema e una composizione antica grazie alla disposizione dei personaggi nello spazio. Il Crocifisso di Ognissanti, ancora in loco, fu dipinto per gli Umiliati ed è simile alle analoghe figure di Assisi tanto che si è pensato al cosiddetto Parente di Giotto.

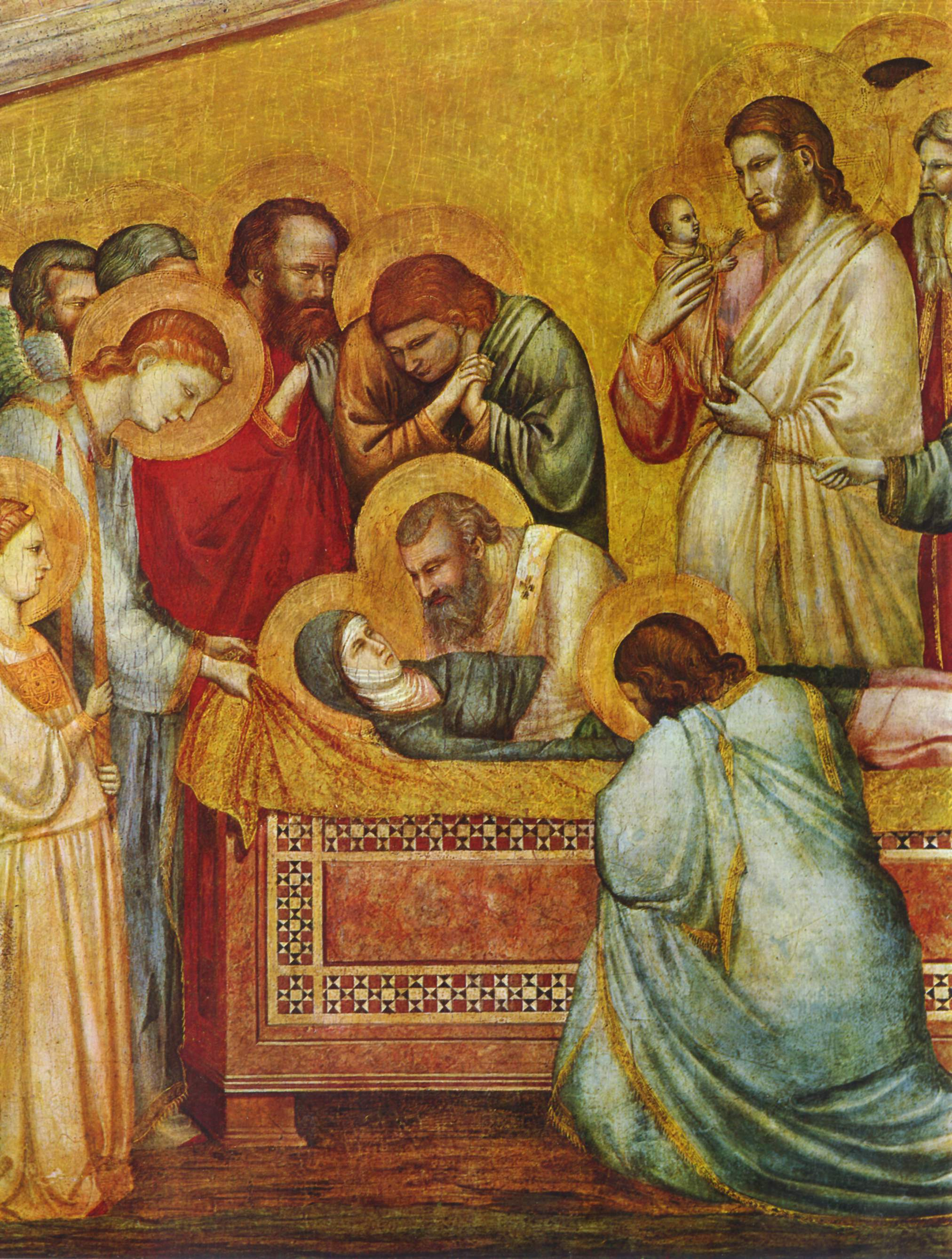
Dormitio Virginis (dettaglio)

La Maestà della Galleria degli Uffizi va confrontata con due celebri precedenti di Cimabue e Duccio di Buoninsegna, nella stessa sala del Museo, per comprenderne la modernità di linguaggio. Il trono di gusto gotico in cui si inserisce la figura possente e monumentale di Maria è disegnato con una prospettiva centrale, la Vergine è accerchiata da una schiera di angeli e da quattro santi che si stagliano evidenziandosi plasticamente dal fondo oro.

### Gli affreschi di Santa Croce
Nel 1318, secondo quanto attesta Ghiberti, cominciò a dipingere quattro cappelle e altrettanti polittici per quattro diverse famiglie fiorentine nella chiesa dei francescani di Santa Croce: la Cappella Bardi (Vita di San Francesco), la Cappella Peruzzi (Vita di San Giovanni Battista e di San Giovanni Evangelista più il polittico con Taddeo Gaddi), e le perdute Cappelle Giugni (Storie degli Apostoli) e Tosinghi Spinelli (Storie della Vergine) di cui rimane l'Assunta del Maestro di Figline. Di queste cappelle tre erano situate nella zona alla destra della cappella centrale e una in quella alla sinistra: restano solo le prime due a destra: le Cappelle Bardi e Peruzzi.

#### La Cappella Peruzzi

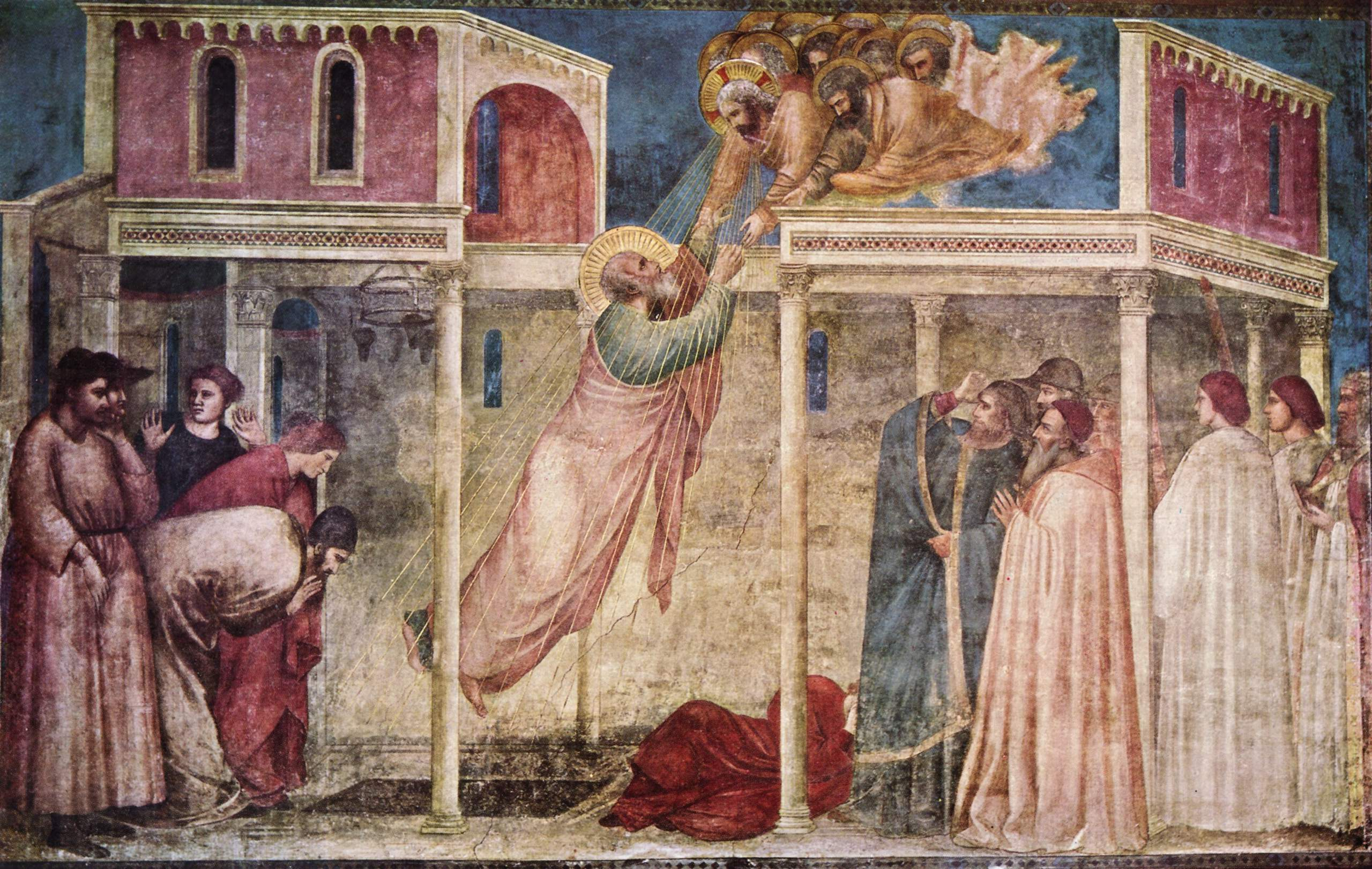
Assunzione di san Giovanni Evangelista, Cappella Peruzzi

La Cappella Peruzzi, con gli affreschi della Vita di San Giovanni Battista e di San Giovanni Evangelista, ebbe una grande considerazione anche nel Rinascimento; lo stato di conservazione attuale è fortemente compromesso da diversi fattori succedutisi nel tempo, ma non impedisce di vedere la qualità delle figure rese plasticamente da un attento uso del chiaroscuro e caratterizzate dallo studio approfondito dei problemi di resa e rappresentazione spaziale.
I brani più suggestivi sono le stupende architetture degli edifici contemporanei dilatati in prospettiva che continuano, anche, oltre le cornici delle scene fornendo un'istantanea dello stile urbanistico del tempo di Giotto. All'interno di queste quinte prospettiche, si sviluppano le storie sacre composte in maniera calibrata nel numero e nel movimento dei personaggi. Le architetture sono inoltre disposte in maniera più espressiva, con vivi spigoli che forzano alcune caratteristiche delle scene.
Si nota un'evoluzione dello stile di Giotto, con panneggi ampi e debordanti come mai visto prima che esaltano la monumentalità delle figure.
La sapienza compositiva di Giotto divenne motivo di ispirazione per artisti successivi come ad esempio Masaccio per gli affreschi della Cappella Brancacci nella Chiesa del Carmine (che copiò per esempio i vecchioni nella scena della Resurrezione di Drusiana) e Michelangelo ben due secoli dopo, che ne copiò varie figure.
Dalla stessa cappella proviene il Polittico Peruzzi che fu smembrato e disperso in diverse collezioni fino al ricongiungimento nell'attuale collocazione presso il Museo d'arte della Carolina del Nord di Raleigh che rappresenta la Madonna con figure di Santi tra cui i due Giovanni e San Francesco, lo stile figurativo è simile a quello della cappella anche se i santi sono inseriti in un contesto neutro e non ricco di elementi decorativi ma, comunque, molto saldi nella loro volumetria.

#### La Cappella Bardi

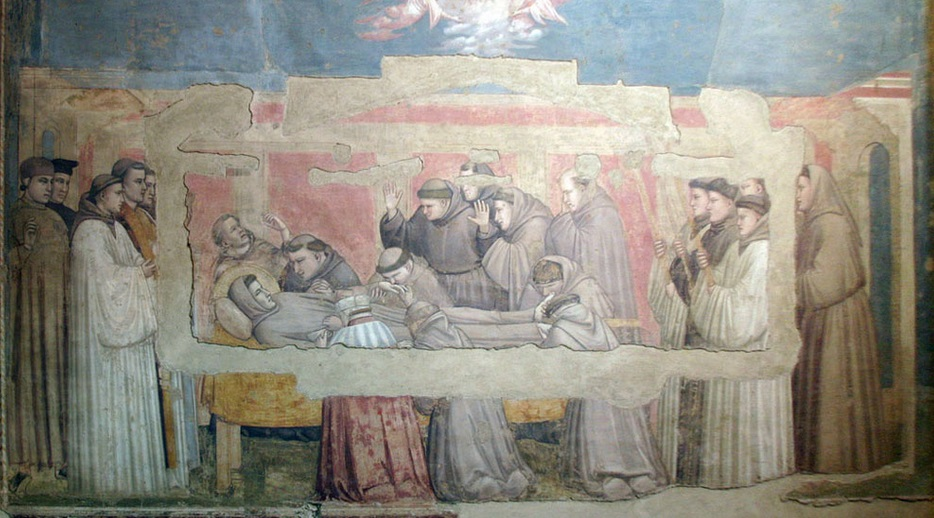
Cappella Bardi, Esequie di San Francesco

Completata la Cappella Peruzzi attese probabilmente ad altri lavori a Firenze, in massima parte perduti, come l'affresco della cappella maggiore della Badia Fiorentina, di cui restano alcuni frammenti, come la Testa di pastore alla Galleria dell'Accademia.
L'altra Cappella di Santa Croce è la Bardi che narra episodi della Vita di San Francesco e figure di Santi francescani. Fu recuperata nel 1852 dopo uno scialbo operato nel Settecento ed è interessante notare le differenze stilistiche con l'analogo ciclo assisiano di più di venti anni prima, a fronte di un'iconografia sostanzialmente identica.
Giotto preferì dare maggiore importanza alla figura umana, accentuandone i valori espressivi, probabilmente, per assecondare la svolta in senso pauperistico dei Conventuali operata in quegli anni. Il santo appare insolitamente imberbe in tutte le storie.
Le composizioni sono molto semplificate (c'è chi parla di "stasi inventiva" del maestro), ed è la disposizione delle figure a dare il senso della profondità spaziale come nel caso delle Esequie di San Francesco. Più notevole è però la resa delle emozioni con gesti eloquenti, come quelli dei confratelli che si disperano davanti alla salma distesa, con gesti ed espressioni incredibilmente realistici.

### IlPolittico Baroncelli

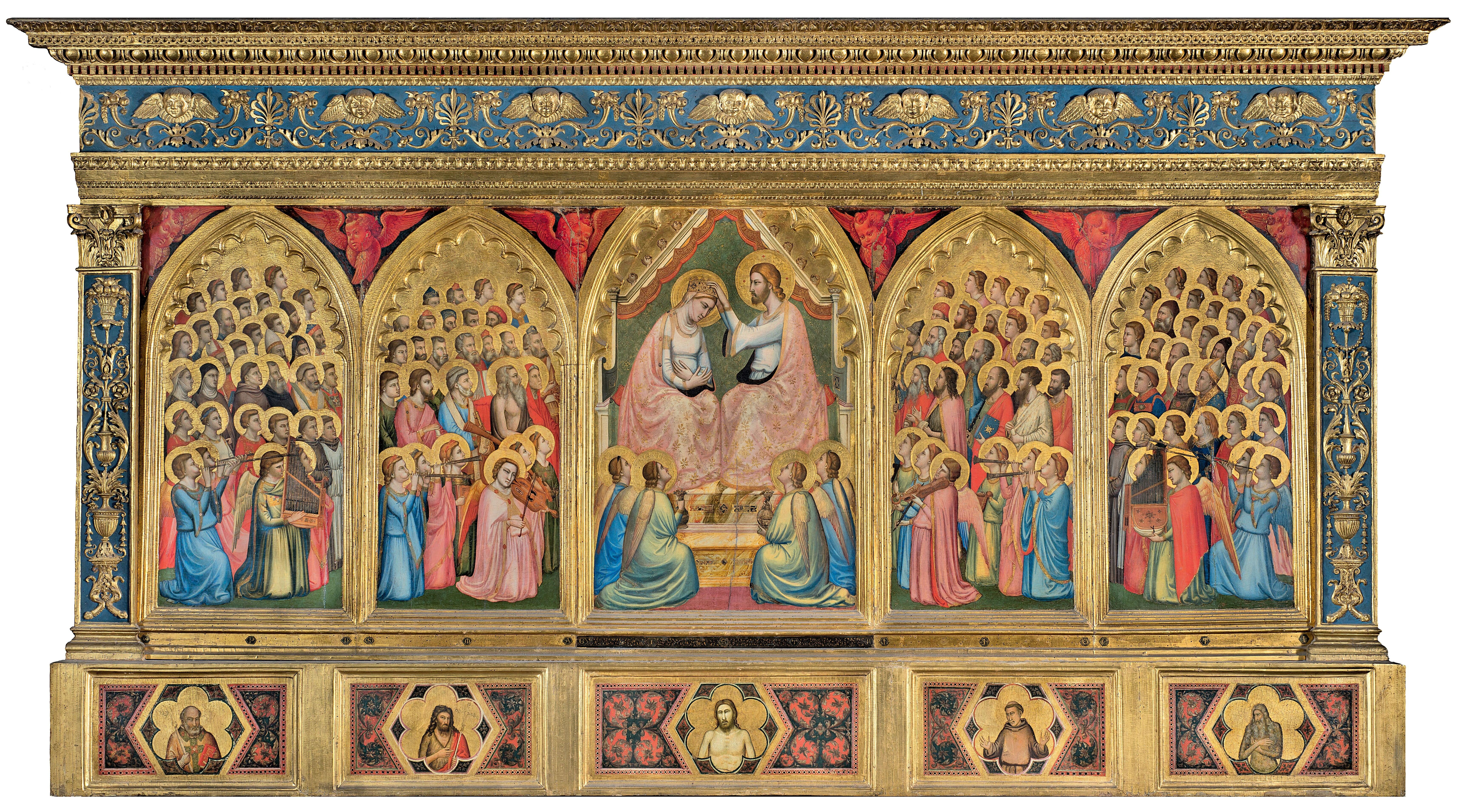
Il Polittico Baroncelli

Sull'altare della Cappella Baroncelli (poi affrescata da Taddeo Gaddi) è situato il Polittico databile al 1328, mancante della cuspide che si trova nella Timken Art Gallery di San Diego (California), mentre la cornice originale è stata sostituita da una quattrocentesca. Il soggetto rappresentato è l'Incoronazione della Vergine attorniata da un'affollata Gloria di Angeli e Santi.
Nonostante la 'firma' (Opus Magistri Iocti; la formula opus + genitivo è esemplata, come ha brillantemente argomentato Maria Monica Donato, sulle sottoscrizioni apocrife di Fidia e di Prassitele apposte sulle basi dei Dioscuri di Montecavallo), il ricorso agli aiuti per l'esecuzione è ampio e c'è un accentuato gusto scenografico e cromatico, creato da un'infinità di tinte finissime. La profondità è invece minore, visto che lo spazio è riempito di figure, che sono varie sia per le tipologie dei volti sia per le espressioni.

### Opere incerte, riferibili a questo periodo
Di questo periodo sono conservate molte altre tavole giottesche, spesso parti di polittici smembrati, nei quali si presenta sempre il problema dell'autografia che non è mai sicura.
Una delle più dibattute in questo senso è la Croce dipinta di San Felice di Piazza. Il Polittico di Santa Reparata è attribuito al Maestro con la collaborazione del Parente di Giotto, il Santo Stefano della Collezione Horne di Firenze è probabilmente opera autografa e viene associata come resto di un'unica opera a due frammenti: il San Giovanni Evangelista e il San Lorenzo entrambi del Museo Jacquemart-André di Chaalis (Francia) e la bellissima Madonna col Bambino della National Gallery di Washington.

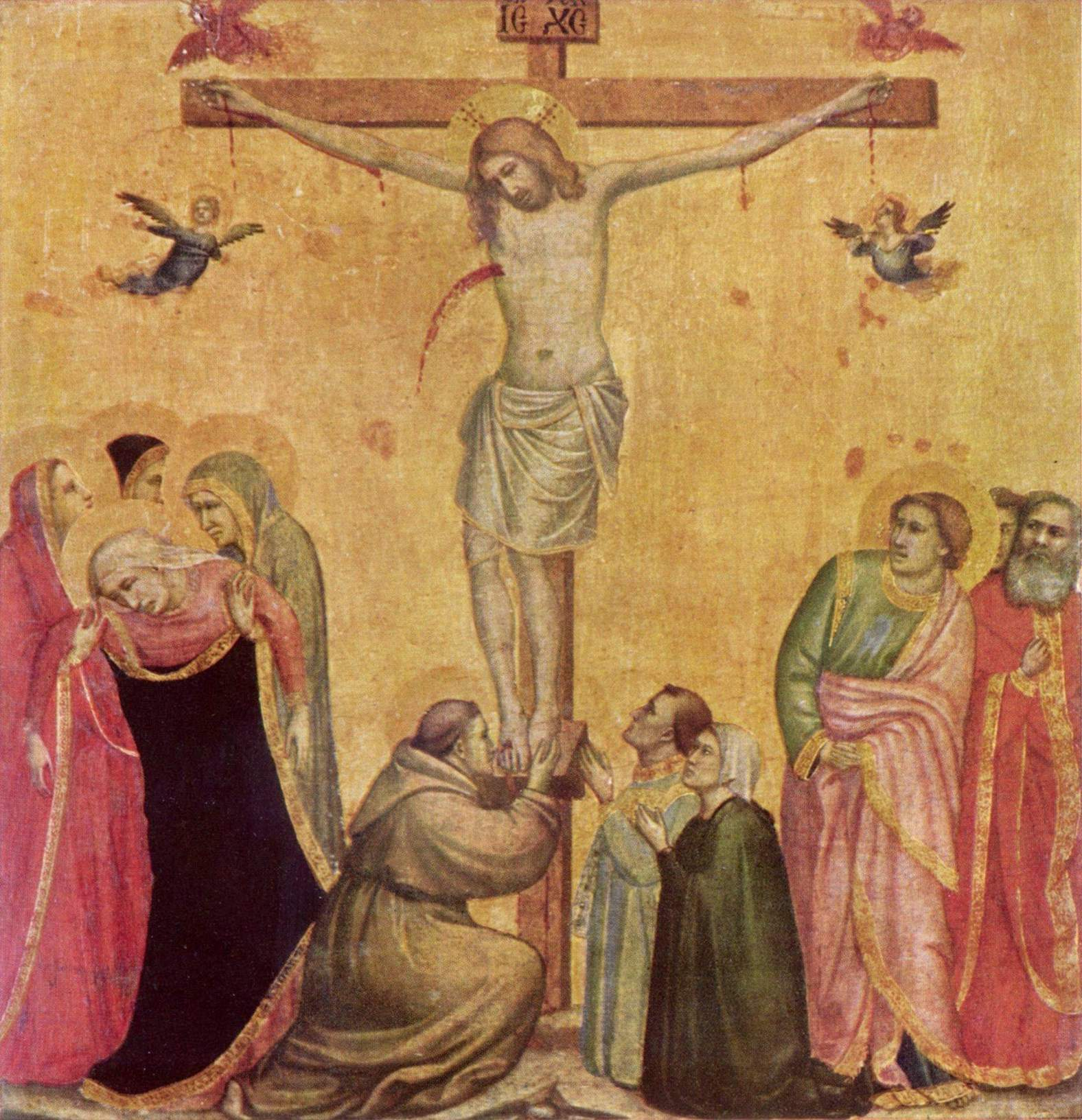
La Crocifissione, Alte Pinakothek di Monaco di Baviera

In vari musei sono sparse anche tavolette di piccole dimensioni: la Natività e Adorazione dei Magi del Metropolitan Museum of Art di New York (simile alle scene di Assisi e Padova), la Presentazione di Gesù al Tempio (Boston, Isabella Stewart Gardner Museum), l'Ultima Cena, Crocifissione e Discesa al Limbo della Alte Pinakothek, la Deposizione della Collezione Berenson a Firenze e la Pentecoste (National Gallery di Londra), che secondo lo storico Ferdinando Bologna faceva parte di un polittico ricordato dal Vasari a Sansepolcro.

### IlPolittico Stefaneschi

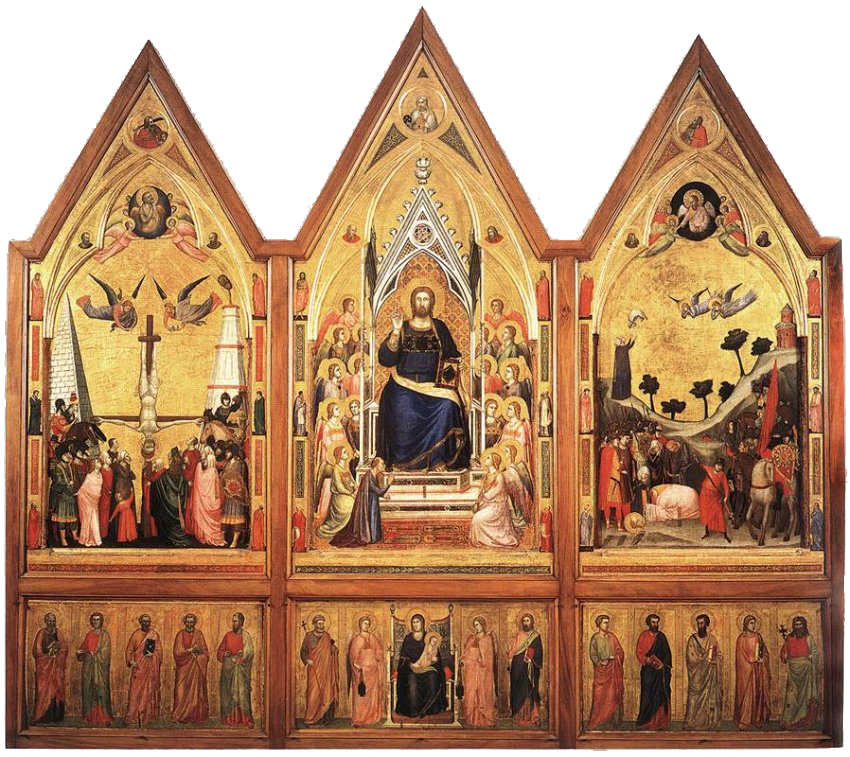
Trittico Stefaneschi, recto

Il 1320 è l'anno del Polittico Stefaneschi (Musei Vaticani), commissionato per l'altare maggiore dell'antica basilica di San Pietro dal cardinale Jacopo Stefaneschi, che incaricò Giotto anche di decorare la tribuna dell'abside di San Pietro con un ciclo di affreschi perduto nel rifacimento del XVI secolo.
Il polittico venne ideato dal maestro, ma dipinto insieme agli aiuti, ed è caratterizzato da una grande varietà cromatica a scopo decorativo; l'importanza del luogo a cui era destinata imponeva l'uso del fondo oro dal quale le figure monumentali si stagliano con grande sicurezza. Dipinto su entrambi i lati rappresenta sul verso il Cristo in trono con i martiri di San Pietro e di San Paolo (simboli della Chiesa stessa), sul recto San Pietro in Trono, negli scomparti e nelle predelle la Vergine col bambino in Trono con diverse figure di Santi e Apostoli.
Secondo Vasari, Giotto sarebbe rimasto a Roma sei anni, eseguendo poi anche commissioni in molte altre città italiane, fino alla sede papale di Avignone. Il biografo aretino citò anche opere non giottesche, ma comunque descrisse un pittore moderno, impegnato su diversi fronti e circondato da molti aiuti.
In seguito tornò a Firenze, dove affrescò la già menzionata Cappella Bardi. Poco prima della sua partenza da Firenze nel 1327, l'artista si iscrisse per la prima volta all'Arte dei Medici e Speziali insieme agli allievi più fedeli Bernardo Daddi e Taddeo Gaddi che lo seguirono nelle ultime imprese.

### Napoli
Nel 1328, dopo aver terminato il Polittico Baroncelli, venne chiamato dal re Roberto d'Angiò a Napoli e vi rimase fino al 1333, insieme alla nutrita bottega. Il Re lo nominò "famigliare" e "primo pittore di corte e nostro fedele" (20 gennaio 1330), a testimoniare l'enorme considerazione che Giotto aveva ormai raggiunto. Gli assegnò anche uno stipendio annuo.
La sua opera è molto ben documentata (ne rimane il contratto, utilissimo per conoscere come era strutturato il lavoro nella sua bottega), ma a Napoli rimane oggi molto poco dei suoi lavori: un frammento di affresco raffigurante la Lamentazione sul Cristo Morto in Santa Chiara e le figure di Uomini Illustri dipinte negli strombi delle finestre della Cappella di Santa Barbara in Castelnuovo (purtroppo andati distrutti nel XVII secolo, durante i rimaneggiamenti barocchi della cappella avvenuti per volontà vicereale, e solo frammentariamente tornati alla luce dopo l'eliminazione delle superfetazioni barocche), che per disomogeneità stilistiche sono attribuibili ai suoi allievi. Sempre a Castelnuovo, nella Sala Major Roberto commissionò affreschi su tutte le pareti della sala del trono, che ritraessero sempre Uomini Illustri, questa volta legati agli eroi dell'antichità e dell'Alto Medioevo (Alessandro Magno, Cesare, Carlo Magno) e le loro rispettive compagne, tema molto caro alle dinastie di origini francesi.  
Molti di questi divennero affermati maestri a loro volta diffondendo e rinnovando il suo stile nei decenni successivi (Parente di Giotto, Maso di Banco, Taddeo Gaddi, Bernardo Daddi).
La sua presenza a Napoli fu importante per la formazione dei pittori locali, come il Maestro di Giovanni Barrile, Roberto d'Oderisio e Pietro Orimina.
A Firenze, intanto, agiva come procuratore del padre il figlio Francesco, che venne immatricolato nel 1341 nell'Arte dei Medici e Speziali.

### Bologna
Dopo il 1333 si recò a Bologna, dove rimane il Polittico firmato proveniente dalla chiesa di Santa Maria degli Angeli, su fondo oro, con lo scomparto centrale raffigurante la Madonna in trono e santi, tutte figure solide, come consuetudine in questa fase ultima della sua attività, dai panneggi fortemente chiaroscurati, dai colori brillanti e con un linguaggio che lo avvicina alla cultura figurativa padana come nella figura di Michele Arcangelo che ricorda gli angeli di Guariento.
Non resta traccia, invece, della presunta decorazione della Rocca di Galliera del legato pontificio Bertrando del Poggetto, ripetutamente distrutta dai bolognesi.

### Opere tarde
Sulla scia di queste considerazioni è possibile collocare nella fase ultima della sua carriera altri pezzi erratici, come la Crocifissione di Strasburgo (Museo Civico) e quella della Gemäldegalerie di Berlino.

### Architetto per Firenze

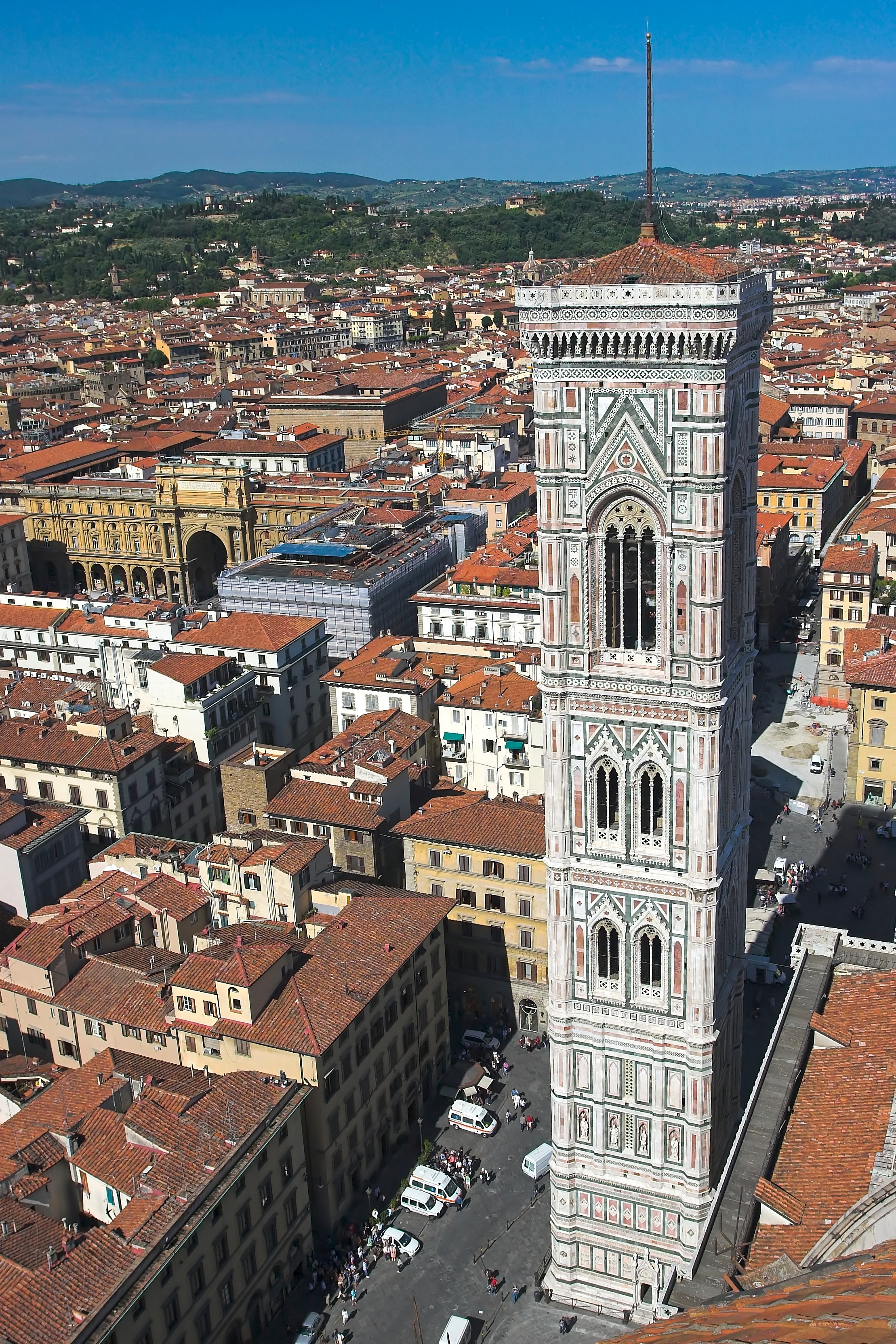
Campanile di Giotto (Firenze)

Trascorse gli ultimi anni lavorando anche come architetto, quasi sempre a Firenze dove è nominato il 12 aprile 1334 Capomaestro dell'Opera di Santa Reparata (cioè dei cantieri aperti in piazza del Duomo) e soprintendente delle opere pubbliche del Comune. Per questo incarico percepiva uno stipendio annuo di cento fiorini. Secondo Giovanni Villani cominciò il 18 luglio dello stesso anno il lavoro di fondazione del campanile del Duomo che diresse fino alla costruzione dell'ordine inferiore con i bassorilievi.

### Milano
Prima del 1337, data della morte, andò a Milano presso Azzone Visconti, ma le opere di questa fase sono tutte scomparse. Rimase però traccia della sua presenza soprattutto nell'influenza esercitata sui pittori lombardi del Trecento, come la Crocifissione della chiesa di San Gottardo in Corte.

### La morte a Firenze
L'ultima opera fiorentina terminata dagli aiuti è la Cappella del Podestà nel palazzo del Bargello, dove è presente un ciclo di affreschi, oggi in cattivo stato di conservazione (anche per errati restauri ottocenteschi), che raffigura Storie della Maddalena e Il Giudizio Universale. In questo ciclo è famoso il più antico ritratto di Dante Alighieri, dipinto senza il tradizionale naso aquilino.
Morì l'8 gennaio 1337 (il Villani riporta la data della morte avvenuta alla fine del 1336 secondo il calendario fiorentino) e venne sepolto in Santa Reparata con una cerimonia solenne a spese del Comune.

## L'importanza artistica

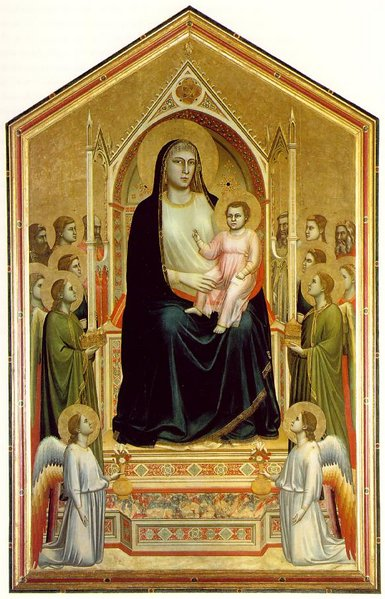
Maestà di Ognissanti

Giotto divenne già in vita un artista simbolo, un vero e proprio mito culturale, detentore di una considerazione che non mutò, anzi crebbe nei secoli successivi.
Giovanni Villani scrisse: "Il più sovrano maestro stato in dipintura che si trovasse al suo tempo, e quegli che più trasse ogni figura e atti al naturale".
Per Cennino Cennini: "Rimutò l'arte del dipingere di greco in latino e ridusse al moderno" alludendo al superamento degli schemi bizantini e all'apertura verso una rappresentazione che introduceva il senso dello spazio, del volume e del colore anticipando i valori dell'età dell'Umanesimo.
Berenson considera evidente la figura di Giotto come anticipatore del Rinascimento. Secondo questa visione egli per primo riveste di una corporeità realistica la rappresentazione pittorica delle figure umane andando oltre lo ieratismo bizantino e mostrando i sentimenti realisticamente espressi negli atteggiamenti e nei lineamenti del volto. Inoltre egli introduce (o reintroduce dopo la pittura greco-romana) lo spazio in pittura servendosi di una prospettiva non ancora evoluta ma efficace. Le architetture dipinte da Giotto assumono un valore realistico come concreti spazi abitabili e non più simbolici come erano con Cimabue. I personaggi dei suoi dipinti sono connotati psicologicamente e segnano i primi tentativi di una laicizzazione della pittura. Tutti questi temi, ripresi e sviluppati da Masaccio negli affreschi della Cappella Brancacci, apriranno così le porte al Rinascimento vero e proprio.
Profittevoli in particolare furono per Giotto i soggiorni a Roma, che gli offrirono la possibilità di un confronto con la classicità, ma anche con artisti come lo scultore Arnolfo di Cambio e i pittori della scuola locale: Pietro Cavallini, Jacopo Torriti e Filippo Rusuti, animati dallo stesso spirito di innovazione e sperimentazione che avevano messo in atto lavorando nei cantieri delle grandi Basiliche inaugurati da Niccolò III e da Niccolò IV.
Mentre il sistema di Dante Alighieri ha una struttura dottrinale modellata sul pensiero di San Tommaso d'Aquino, il sistema di Giotto ha una struttura etica che ha la sua fonte in San Francesco d'Assisi. Il linguaggio giottesco è gotico ed elimina dalla cultura gotica europea quanto di bizantino era rimasto. Per Giotto il fatto storico è quello che attua e rivela un disegno divino e il suo modo di pensare storico è un modo antico e cristiano: per Giotto l'antico è esperienza storica da investire nel presente. La naturalezza, cifra caratteristica dell'artista, è recuperata dall'antico attraverso il processo intellettuale del pensiero storico.
Suo allievo fu Giottino, figlio adottivo di Giotto. Il padre biologico di Giottino sembra essere Stefano Tolomelli, per questo secondo le fonti Giottino si sarebbe firmato come Giottino di Stefano. Rimangono a tutt'oggi dubbie le fonti che insinuerebbero che Giotto avrebbe ripudiato uno dei suoi figli in favore di Giottino, più abile e capace nel disegno.

## Giotto architetto
Il Vasari, nell'intestazione del libro dedicato a Giotto nelle Vite, lo indicò come "pittore, scultore et architetto", accennando a vari progetti di edifici. Sebbene tale notizia trovi conferma anche nelle fonti trecentesche, è solo dal 1963 che si tentò di sistemare criticamente tale aspetto, grazie ai contributi di Gioseffi. Basandosi sul presupposto che le frequenti architetture dipinte nelle opere dell'artista potessero essere idee di edifici reali, si è cercato di trovare le caratteristiche stilistiche di possibili progetti architettonici di Giotto, al netto delle modifiche e delle aggiunte successive avvenute nei secoli.
Forse autore dell'edificio della cappella dell'Arena a Padova, forse del primitivo ponte alla Carraia a Firenze e della perduta Fortezza Augusta a Lucca, il progetto che più è legato, anche nel nome, a Giotto è il campanile di Santa Maria del Fiore. Già riferito all'autore dall'anonimo commentatore fiorentino della Commedia (1395-1400 circa), è citato poi nel Centiloquio di Antonio Pucci, che gli attribuisce anche i primi rilievi decorativi, dal Ghiberti e da altri, che parlano della sua ideazione e della conduzione del cantiere fino al primo ordine. Una pergamena nel Museo dell'Opera del Duomo di Siena conserva uno schema del campanile che alcuni ritengono legato al progetto originario di Giotto, ipotesi però controversa e non accettata da tutti gli studiosi. Le idee di Giotto si baserebbero sull'esempio di Arnolfo di Cambio e sarebbero improntate a un'audacia sul piano statico che tende a ridurre lo spessore delle parti portanti.
Ragghianti attribuì a Giotto il disegno dei primi rilievi di Andrea Pisano e altri, tra cui la Creazione di Adamo e di Eva, il Lavoro dei progenitori, la Caccia, la Musica e la Vendemmia. In base a una nota di Vasari è stato attribuito a Giotto anche il disegno del monumento e dei rilievi della Tomba Tarlati nel Duomo di Arezzo.

## I seguaci
Giotto aveva completato le numerose commissioni della sua bottega utilizzando un'organizzazione del lavoro impostata secondo una logica diremmo oggi "imprenditoriale", che prevedeva il coordinamento del lavoro di numerosi collaboratori. Questo metodo, prima usato solo nei cantieri architettonici e dalle maestranze di scultori e scalpellini attivi nelle cattedrali romaniche e gotiche, fu una delle maggiori innovazioni apportate in pittura dalla sua équipe, e spiega anche la difficoltà di lettura e di attribuzione di molte sue opere.
Vasari citò i nomi di alcuni dei più stretti aiutanti, non tutti celebri: Taddeo Gaddi, Puccio Capanna, Ottaviano da Faenza, Guglielmo da Forlì, attraverso cui, insieme con l'opera di un misterioso Augustinus, l'influenza di Giotto arrivò alla scuola forlivese. A questi bisogna aggiungere i molti seguaci e continuatori del suo stile che crearono delle scuole locali nelle zone dove era transitato.
A Firenze e in Toscana operavano i cosiddetti "protogiotteschi" i seguaci che avevano visto all'opera Giotto nella sua città: Maso di Banco, Giottino, Bernardo Daddi, il Maestro della Santa Cecilia, il Maestro di Figline, Pacino di Buonaguida, Jacopo del Casentino, Stefano Fiorentino. Le vicende biografiche di molti di questi pittori non sono ancora state bene documentate: vita e opere di Giottino o Stefano Fiorentino sono ancora in larga parte misteriose.
In Umbria, lo stile giottesco assunse una connotazione devozionale e popolare riconoscibile nelle opere del Maestro di Santa Chiara da Montefalco, del Maestro espressionista di Santa Chiara, dello stesso Puccio Capanna e del cosiddetto Maestro colorista, un artista di grande livello.
A Rimini nacque una scuola che ebbe un breve periodo di splendore con Neri da Rimini, Giuliano Da Rimini, Giovanni da Rimini, il Maestro dell'Arengario. Tra gli autori di opere interessanti ci fu il Maestro della Cappella di San Nicola, i cui affreschi della Basilica di San Nicola da Tolentino e dell'Abbazia di Pomposa filtrarono la matrice giottesca con influenze locali e, soprattutto, bolognesi. Questa scuola emiliana-romagnola produsse dei capolavori anche nel campo della miniatura.
L'influenza di Giotto si estese, poi, anche alle scuole settentrionali come dimostra l'arte, successiva di due generazioni, di Altichiero, Guariento e Giusto de' Menabuoi. Anche a Napoli la presenza di Giotto lasciò un'impronta duratura, come si evince dalle opere di artisti quali Roberto d'Oderisio (attivo dagli anni trenta del Trecento e menzionato fino al 1382), che decorò la chiesa dell'Incoronata con affreschi di aristocratica eleganza (oggi staccati e conservati a Santa Chiara).
Non è ancora chiaro invece il rapporto tra Giotto e la scuola romana, in particolare gli studiosi non concordano se siano stati i romani (Pietro Cavallini, Jacopo Torriti, ecc.) a influenzare Giotto e i toscani o viceversa. Gli studi più recenti sembrano propendere maggiormente per la prima ipotesi. In ogni caso le attività artistiche a Roma decaddero inesorabilmente dopo il trasferimento del papato ad Avignone nel 1309.
In definitiva quindi Giotto, con i suoi numerosi viaggi, fu il creatore di uno stile "italiano" in pittura, che venne usato da Milano a Napoli, passando per varie regioni. L'influsso di Giotto è presente anche in autori di altre scuole, come la parallela scuola senese, come dimostrano le impostazioni architettoniche di alcune opere per esempio di Pietro e Ambrogio Lorenzetti. L'esperienza giottesca fu inoltre alla base della successiva rivoluzione rinascimentale fiorentina.

## Intitolazioni
- A Giotto è stata intitolata una missione spaziale progettata e realizzata dall'Agenzia Spaziale Europea per lo studio ravvicinato della cometa di Halley.
- A Giotto è stato intitolato il cratere Giotto, sulla superficie di Mercurio.
- Gli è stato dedicato un asteroide, 7367 Giotto.

## Nella cultura di massa

### Nella letteratura
Giotto è protagonista di una novella del Decameron (la quinta della sesta giornata). Egli è citato anche nel Purgatorio dantesco (Purgatorio - Canto undicesimo) e nel Trecentonovelle di Franco Sacchetti.

### Altro
Giotto è un noto marchio di matite colorate dell'azienda Fabbrica Italiana Lapis ed Affini.

### Fonti
- Riccobaldo da Ferrara, Chronica parva Ferrariensis, introduzione, edizione e note di Gabriele Zanella, Ferrara, 1983.
- Lorenzo Ghiberti, I commentari, a cura di Ottavio Morisani, Napoli, Ricciardi, 1947.
- Giorgio Vasari, Le vite de' più eccellenti pittori, scultori e architettori, 1568.

### Letteratura critica
- Pietro Selvatico, Sulla cappellina degli Scrovegni nell'Arena di Padova e sui freschi di Giotto in essa dipinti, Padova, 1836.
- Giovan Battista Cavalcaselle e Joseph A. Crowe, Storia della pittura in Italia dal secolo II al secolo XVI, 1: Dai primi tempi cristiani fino alla morte di Giotto, 2ª ed. con aggiunta di un'appendice, Firenze, Le Monnier, 1886.
- (EN) John Ruskin, Giotto and his works in Padua, London, 1900. 2ª ed. 1905.
- (EN) Joseph A. Crowe, A history of painting in Italy: Umbria, Florence and Siena from the second to the sixteenth century, vol. 2: Giotto and the giottesques, London, J. Murray, 1903.
- (DE) Friedrich Rintelen, Giotto und die Giotto-Apokryphen, München - Leipzig, Müller, 1912.
- (EN) Osvald Sirén, Giotto and some of his followers, traduzione di Frederic Schenck, Cambridge (Mass.), Harvard University Press, 1917. Rist. New York, 1975.
- Igino Benvenuto Supino, Giotto, Firenze, Istituto di edizioni artistiche, 1920.
- (DE) Henry Thode, Giotto, collana Künstler-Monographien, n. 43, 3ª ed. riveduta da W. F. Volbach, Bielefeld - Leipzig, Velhagen & Klasing, 1926.
- Igino Benvenuto Supino, Giotto, collana Le vite, Firenze, Le Monnier, 1927.
- Pittura italiana del Duecento e Trecento, catalogo della mostra giottesca di Firenze del 1937 a cura di Giulia Sinibaldi e Giulia Brunetti, Firenze, Sansoni, 1943.
- Roberto Salvini, Giotto. Bibliografia, Roma, Fratelli Palombi, 1938.
- Luigi Coletti, I primitivi, vol. 1 Dall'arte benedettina a Giotto, Novara, Istituto geografico De Agostini, 1941.
- Pietro Toesca, Giotto, collana I grandi italiani, collana di biografie, n. 18, Torino, Utet, 1941.
- Emilio Cecchi, Giotto, collana Valori plastici, 2ª ed., Milano, Hoepli, 1942. 3ª ed. 1950.
- Carlo Carrà, Giotto, collana Biblioteca moderna Mondadori, n. 227-228, Milano, A. Mondadori, 1951.
- Roberto Salvini, Tutta la pittura di Giotto, collana Biblioteca d'arte Rizzoli, n. 8-9, Milano, Rizzoli, 1952. 2ª ed. ampiamente rinnovata, 1962.
- Cesare Gnudi, Giotto, collana I sommi dell'arte italiana, Milano, Martello, 1958.
- (EN) Millard Meiss, Giotto and Assisi, New York, University press, 1960.
- Roberto Longhi, Giotto spazioso, in Paragone, n. 31, 1958.
- Giovanni Previtali, La fortuna dei Primitivi, Torino, Einaudi, 1964.
- Decio Gioseffi, Giotto architetto, Milano, Edizioni di Comunità, 1963.
- L'opera completa di Giotto, collana Classici dell'arte, apparati critici e filologici di Edi Baccheschi, n. 3, Milano, Rizzoli, 1966.
- Giovanni Previtali, Giotto e la sua bottega, Milano, Fabbri, 1967.
- Ferdinando Bologna, Novità su Giotto: Giotto al tempo della Cappella Peruzzi, collana Saggi, n. 438, Torino, Einaudi, 1969.
- Giotto e i giotteschi in Assisi, Roma, Canesi, 1969.
- Angiola Maria Romanini, Arnolfo di Cambio e lo Stil nuovo del gotico italiano, 1969.
- Giotto e il suo tempo: atti del Congresso internazionale per la celebrazione del VII centenario della nascita di Giotto (Assisi-Padova-Firenze, 24 settembre - 1º ottobre 1967), Roma, De Luca, 1971.
- (EN) Alastair Smart, The Assisi problem and the art of Giotto: a study of the legend of St. Francis in the upper church of San Francesco, Assisi, Oxford, Clarendon Press, 1971.
- Luciano Bellosi, La pecora di Giotto, collana Saggi, n. 681, Torino, Einaudi, 1985, ISBN 88-06-58339-5.
- Sandrina Bandera Bistoletti, Giotto: catalogo completo dei dipinti (I gigli dell'arte; 2) Cantini, Firenze, 1989, ISBN 88-7737-050-5.
- La Madonna d'Ognissanti di Giotto restaurata, collana Gli Uffizi, n. 8, Firenze, Centro Di, 1992, ISBN 88-7038-219-2.
- Umberto M. Milizia, Il ciclo di Giotto ad Assisi: struttura di una leggenda, collana L'arco muto, n. 9, Anzio, De Rubeis, 1994, ISBN 88-85252-18-4.
- Francesca Flores D'Arcais, Giotto, Milano, Federico Motta Editore, 2001  [1995], ISBN 88-7179-092-8.
- Giuseppe Basile, Giotto: le storie francescane, collana I capolavori dell'arte, Milano, Electa, 1996, ISBN 88-435-5678-9.
- Angelo Tartuferi (a cura di), Giotto. Bilancio critico di sessant'anni di studi e ricerche, catalogo mostra Firenze Galleria dell'Accademia, Firenze, Giunti, 2000, ISBN 88-09-01687-4.
- Angelo Tartuferi (a cura di), Giotto, itinerario fiorentino e guida alla mostra tenuta a Firenze nel 2000, Firenze, Giunti, 2000, ISBN 88-09-01686-6.
- Marco Ciatti e Max Seidel (a cura di), Giotto: La Croce di Santa Maria Novella, Firenze, Edifir, 2000, ISBN 88-7970-107-X.
- Miklós Boskovits, Giotto di Bondone, in Dizionario biografico degli italiani, vol. 55, Roma, Istituto dell'Enciclopedia Italiana, 2001. URL consultato il 22 giugno 2015.
- Bruno Zanardi, Giotto e Pietro Cavallini, la questione di Assisi e il cantiere medievale della pittura a fresco, collana Biblioteca d'arte, n. 5, Milano, Skira, 2002, ISBN 88-8491-056-0.
- Giuseppe Basile (a cura di), Giotto: gli affreschi della Cappella degli Scrovegni a Padova, Milano, Skira, 2002, ISBN 88-8491-229-6.
- Massimo Medica (a cura di), Giotto e le arti a Bologna al tempo di Bernardo del Poggetto, catalogo della Mostra tenuta a Bologna al Museo Civico Medievale dal 03-12-2005 al 28-03-2006, Cinisello Balsamo, Silvana Editoriale, 2005, ISBN 88-8215-948-5.
- Cesare Brandi, Biografia, in Giotto', collana Grandi Monografie, Milano, Mondadori Electa, 2006.
- Pierluigi Leone de Castris, Giotto a Napoli, Napoli, Electa Napoli, 2006, ISBN 88-510-0386-6.
- Roger Fry, Giotto, a cura di Laura Cavazzini, collana Miniature, traduzione di Electra Cannata, n. 63, Milano, Abscondita, 2008, ISBN 978-88-8416-161-1.
- Chiara Frugoni, L'affare migliore di Enrico. Giotto e la cappella degli Scrovegni, collana Saggi, n. 899, Torino, Einaudi, 2008, ISBN 978-88-06-18462-9.
- Giuliano Pisani, I volti segreti di Giotto. Le rivelazioni della Cappella degli Scrovegni, 3ª ed., Milano, Rizzoli, 2011  [2008], ISBN 978-88-17-02722-9. Editoriale Programma, 2015, ISBN 978-88-6643-353-8.
- Serena Romano, La O di Giotto, Milano, Electa, 2008, ISBN 978-88-370-5934-7.
- Alessandro Tomei (a cura di), Giotto e il Trecento: il più sovrano maestro in dipintura, catalogo della mostra tenuta a Roma nel 2009 (2 voll.), Milano, Skira, 2009, ISBN 978-88-572-0117-7.
- (DE) Michael Viktor Schwarz, Giotto, collana Beck'sche Reihe, n. 2503, München, Beck, 2009, ISBN 978-3-406-58248-6.
- Giuliano Pisani, La concezione agostiniana del programma teologico della Cappella degli Scrovegni, in Francesco Bottin (a cura di), Alberto da Padova e la cultura degli agostiniani, Padova University Press, 2014,  pp. 215-268, ISBN 978-88-6938-009-9.
- Giuliano Pisani, Il capolavoro di Giotto. La Cappella degli Scrovegni, Editoriale Programma, 2015,  pp. 1-176, ISBN 978-88-6643-350-7.
- Giuliano Pisani, Dante e Giotto: la Commedia degli Scrovegni, a cura di E. Malato e A. Mazzucchi, Dante fra il settecentocinquantenario della nascita (2015) e il settecentenario della morte (2021). Atti delle Celebrazioni in Senato, del Forum e del Convegno internazionale di Roma: maggio-ottobre 2015, tomo II, Roma, Salerno Editrice, 2016,  pp. 799-815.